# Національний художній музей України
Націона́льний худо́жній музе́й України (NAMU, англ. National Art Museum of Ukraine) — музей образотворчого мистецтва у Києві. Розташований на вулиці Михайла Грушевського, на Печерську. Один із найбільших і найстаріших у країні. Заснований 1 серпня 1899 року за часів Російської імперії, на кошти російського уряду та української родини Терещенків. Будівля музею спроєктована архітектором Владиславом Городецьким. Музейна колекція створена на основі пожертв Богдана Ханенка, Терещенків, Вікентія Хвойки, Миколи Біляшівського та інших. Відкритий 30 грудня 1904 року. Станом на початок ХХІ століття музейні фонди нараховують близько 40 тисяч експонатів. Має унікальну колекцію творів українського живопису, скульптури та іконопису від XII—ХХ століть.

## Історія

### Заснування
Розташований у будівлі, яку створив у 1899 році архітектор Городецький Владислав Владиславович цілеспрямовано для першого в Києві Міського музею. Це була переробка проєкту талановитого московського архітектора Петра Бойцова, якому уряд не дав ліцензію на практичне будівництво (П. Бойцов багато працював приватним архітектором для багатіїв, в творчому доробку митця також проєкт першої споруди Музею красних мистецтв для Москви, який вибудував Роман Клейн). Споруда витримана у неокласичному стилі (зараз будівля потребує документів на статус пам'ятки архітектури України). Скульптурними оформленням головного фасаду займався Еліо Саль. На будівництво було витрачено 249 тис. карбованців, з яких лише 100 тис. дав уряд і 100 тис. — родина меценатів Терещенків.

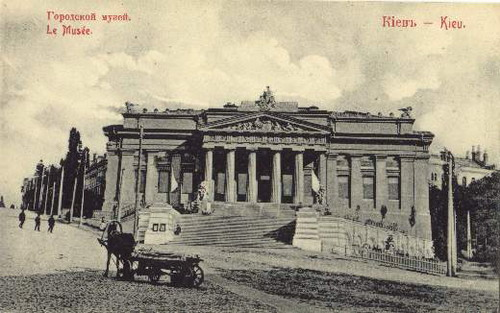
Київський міський музей., бл. 1900. Стара поштівка
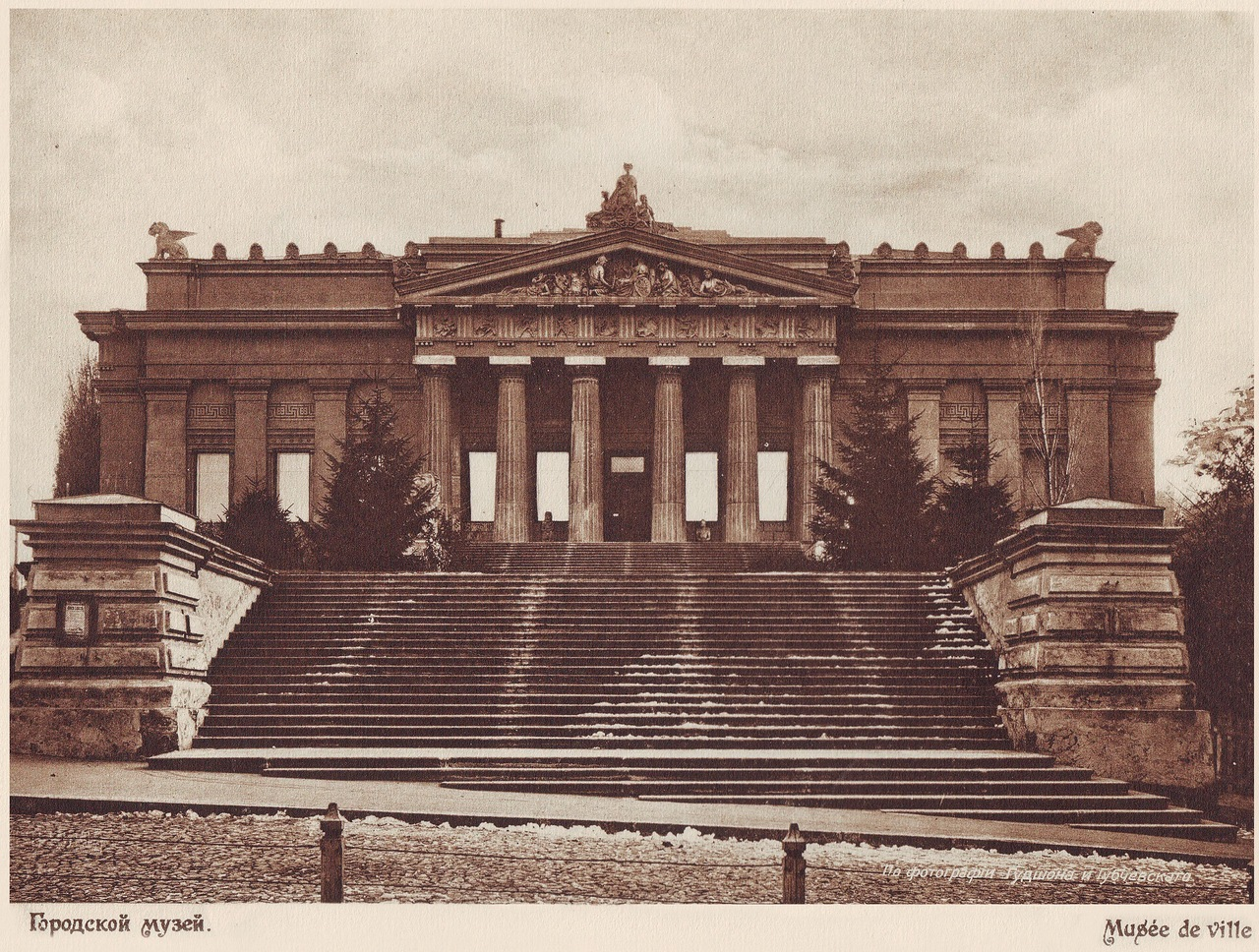
Проєкт — Бойцов Петро Самойлович. Будівничий Городецький В. В. Київський міський музей, 1911

### Патрони музею
Великі заслуги в розвитку закладу належали Богдану та Варварі Ханенкам, Терещенкам, В. Хвойці, М. Біляшівському, Д. Щербаківському, Ф. Ернсту та іншим. Особливо значний внесок у колекцію музею зробив Богдан Ханенко, який подарував свою археологічну колекцію з 3145 предметів, оцінювану в 70 тис. крб (більше половини вартості всіх експонатів музею на час його відкриття).
Роботу з організації й спорудження музею здійснило створене 1897 року на основі Товариства заохочення мистецтв Київське товариство старожитностей і мистецтв, яке мало на меті «збирання пам'яток в інтересах науки, а також для розвитку естетичного смаку і художньої освіти». 1 серпня 1899 р. в 5 залах 1-го поверху музею відкрили археологічну виставку історичних знахідок Вікентія Хвойки з нагоди XI Всеросійського археологічного з'їзду, що відбувався в Києві. Цей день прийнято вважати датою заснування музею.

### Відкриття
Офіційне відкриття й освячення відбулося 23 грудня 1904 року. Тоді музей одержав назву Київський художньо-промисловий і науковий музей імператора Миколи Олександровича. Одночасно вживалися неофіційні назви Музей старожитностей і мистецтв і Київський міський музей. Фактично він став першим загальнодоступним музеєм міста Києва.
28 грудня 1910 року — у перебудованому підвальному приміщенні міського музею відкрився Військово-історичний музей Київського відділу Російського військово-історичного товариства.

### XX століття

Дизайн Георгія Нарбута — печатка Української академії мистецтв із погруддям Мінерви, 1918 р. Національний художній музей України

1 січня 1918 року — міський музей підпорядкували Секретаріату освіти УНР (згодом Наркомату освіти УСРР, потім Головному управлінню в справах мистецтва і національної культури). 27 липня 1918 перейменували на Національний музей України — створювався на базі Київського художньо-промислового і наукового музею і одержував статус автономної установи. З поч. 1919 підпорядковувався ВУКОПМИСу.
23 червня 1919 року декретом уряду УСРР музей оголосили державною установою з назвою «Перший державний музей». До фондів музею перейшло багато націоналізованих приватних колекцій, зібрань громадських, навчальних музеїв.
У 1924 році одержав назву «Всеукраїнський історичний музей ім. Т. Шевченка».
У 1930–1932 роках музей реорганізовано. Замість колекційного, систематичного принципу побудови експозиції почалася перебудова всієї структури за марксистською історичною схемою, відповідно до соціально-економічних епох.
У 1934 році на базі історичної та археологічної колекцій створили Державний історичний музей (нині Національний музей історії України). У будинку на вул. Грушевського, № 6 залишилися художні колекції, на основі яких виник Київський державний музей українського мистецтва (з 1964 р. — Державний музей українського образотворчого мистецтва, тепер — Національний художній музей України).
1954 року — збірку народного декоративного мистецтва виокремлено в самостійний музей.
1967–1972 роках — музей добудували, завдяки чому експозиційні площі збільшилися майже вдвічі. Але на цьому збільшення необхідних для музею площ припинилося на десятиліття, що не надає можливостей експонувати зразки новітніх етапів українського мистецтва. Загальна площа музею досягає лише 8 000 м², хоча музей потребує не менше 35-40 000.

### XXI століття

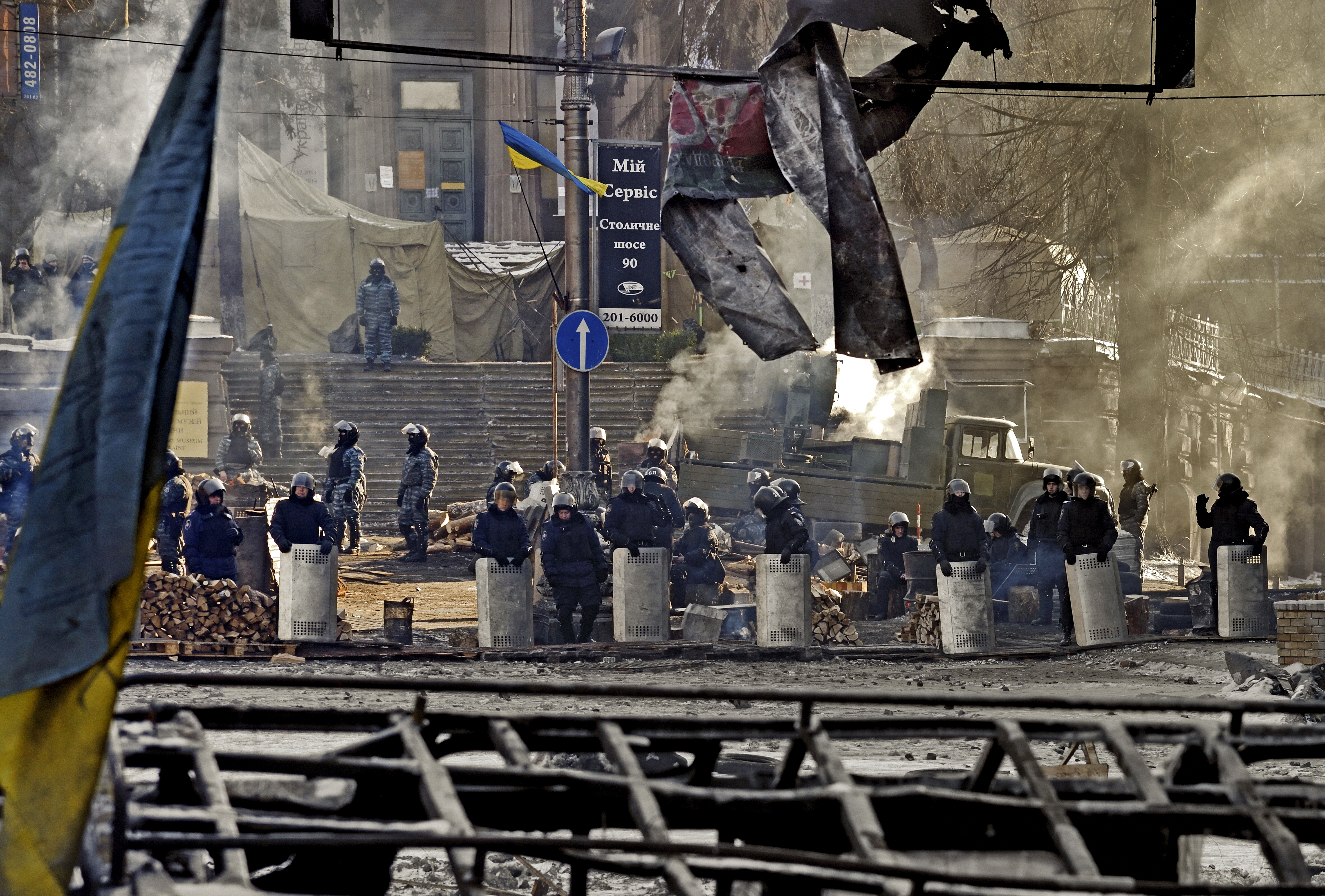
Фасад музею в січні 2014 року
Сучасний головний фасад музею, що потребує реставрації
Лев на вході до музею

## Зібрання
Фонди Національного художнього музею України на сьогодні налічують близько 40 000 експонатів, серед яких — шедеври українського та закордонного живопису, скульптури та графіки від часів Київської Русі до сьогодення.
У музеї є одна з найкращих в Україні збірка іконопису, давньої поліхромної скульптури, козацьких портретів XVIII століття, колекція народних картин «Козак Мамай». Також представлені класичні твори живопису XIX століття, український авангард та мистецтво тоталітарної доби —соціалістичний реалізм і андеграунд, новітні течії живопису межі XX-XXI століть, зібрання графіки від стародруків до сучасності.

### Іконопис XII— XIXст.

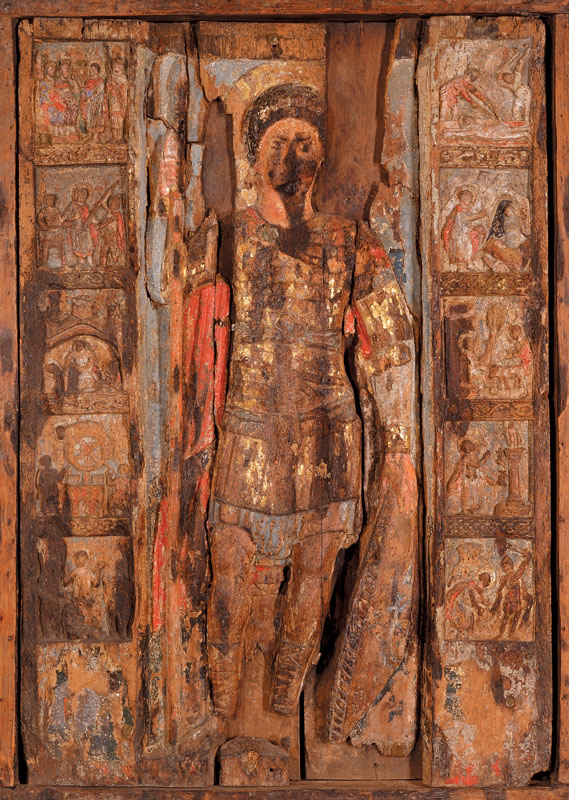
Святий Георгій у житії Невідомий художник. ХІІ століття
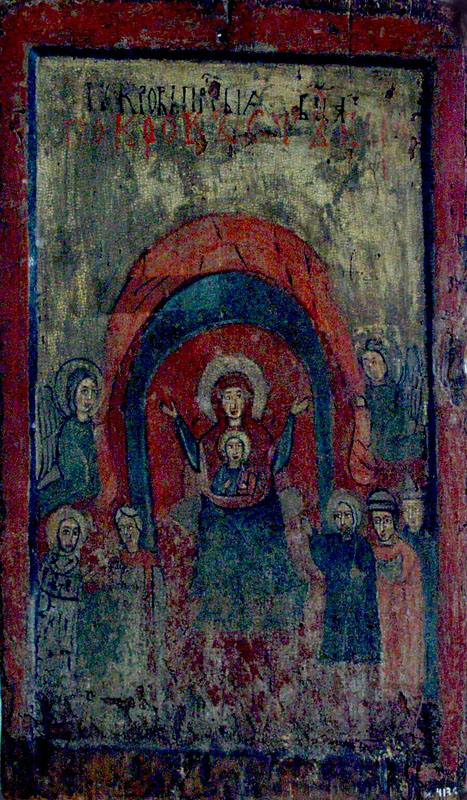
Покрова Невідомий художник. ХІІ-ХІІІ століття
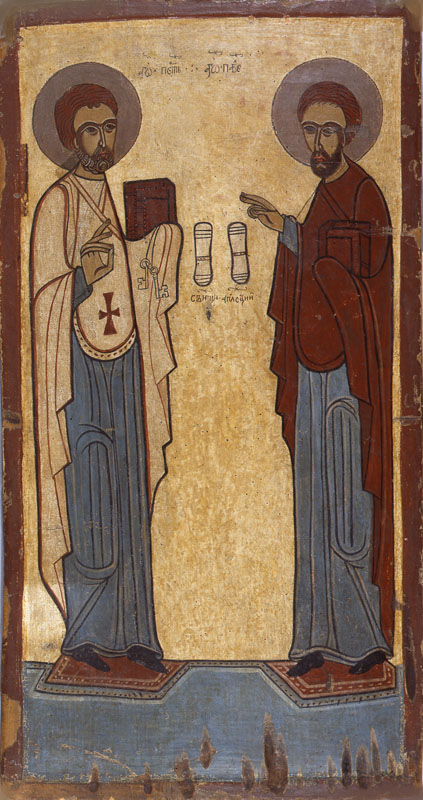
Св. Петро і Павло Невідомий художник. XIII–XIV століття
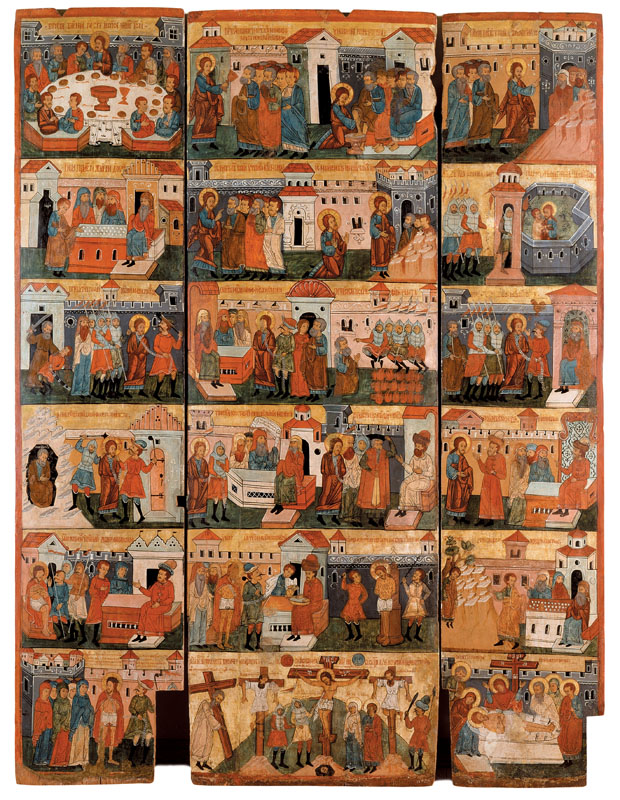
Страсті Христові Невідомий художник. Галичина. XVI століття
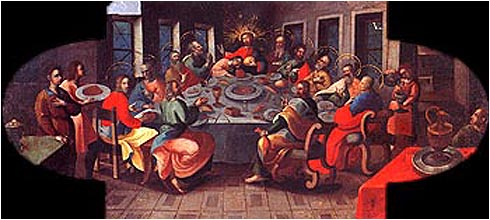
Таємна вечеря Невідомий художник.
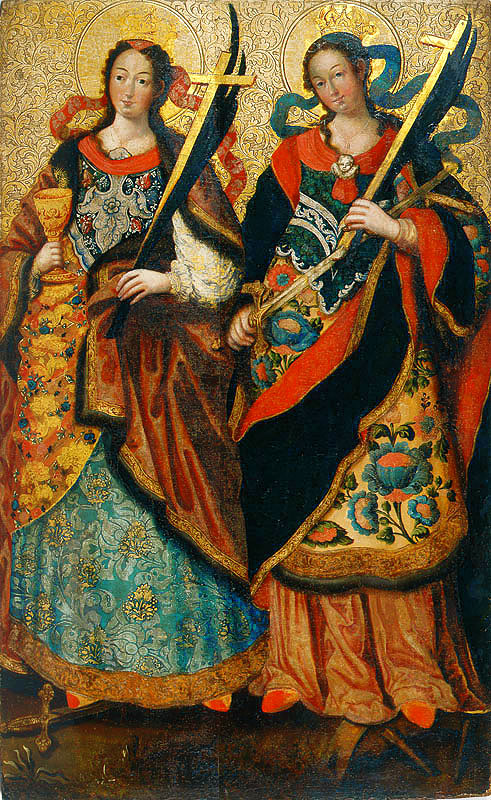
Великомучениці Варвара і Катерина Невідомий художник. 1740-ві
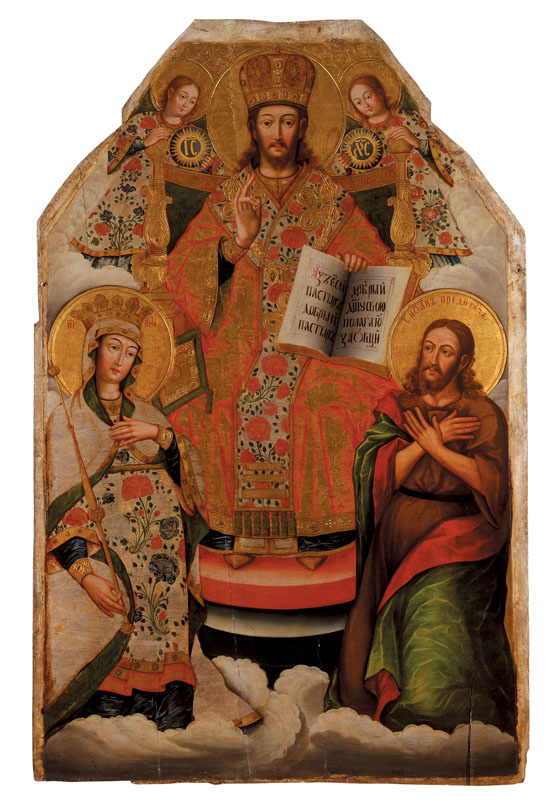
Деісус Невідомий художник. 1760-ті

### Портрети

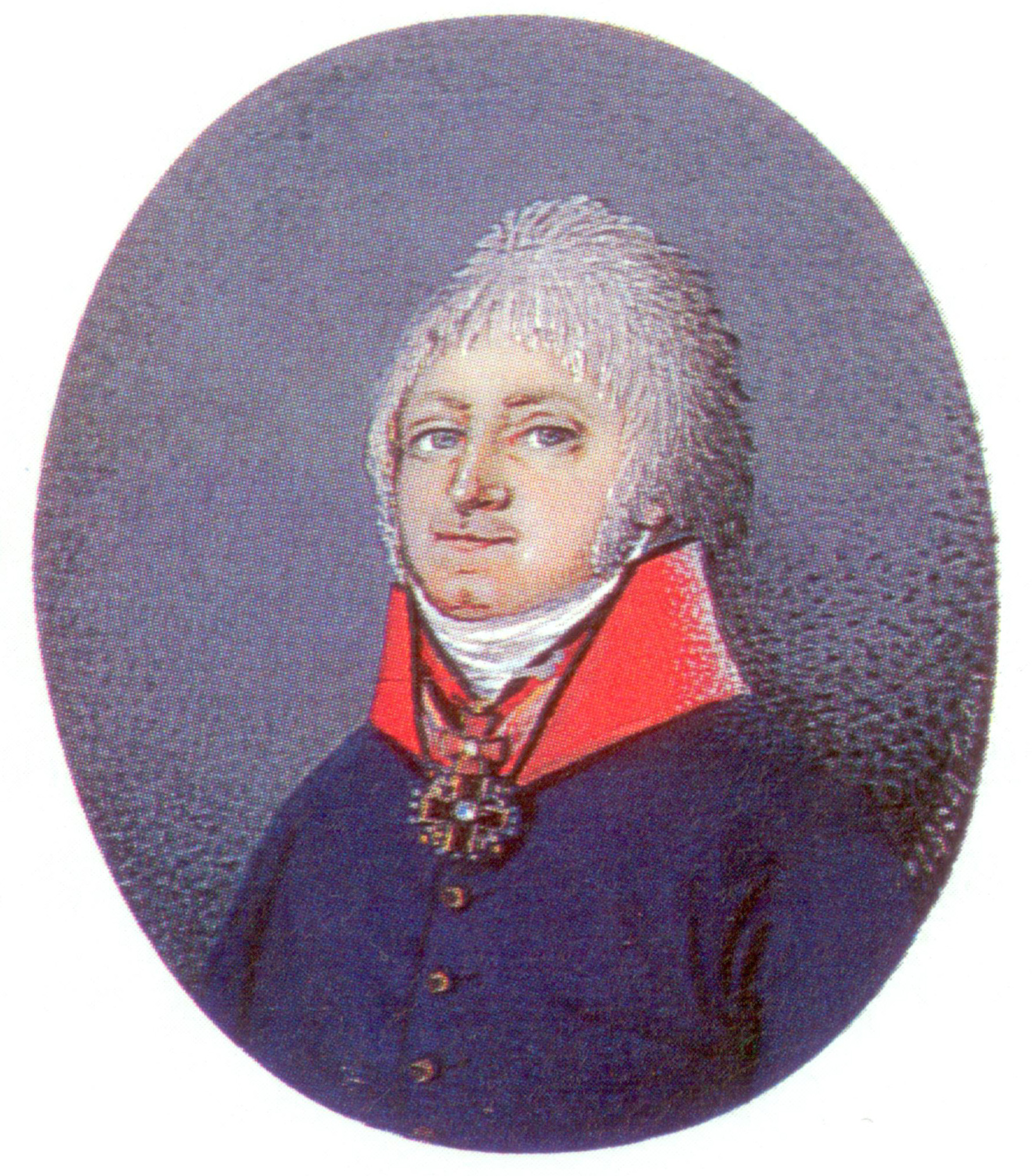
Анонім. «Полковник Семен Сулима»
Козак Мамай Невідомий художник
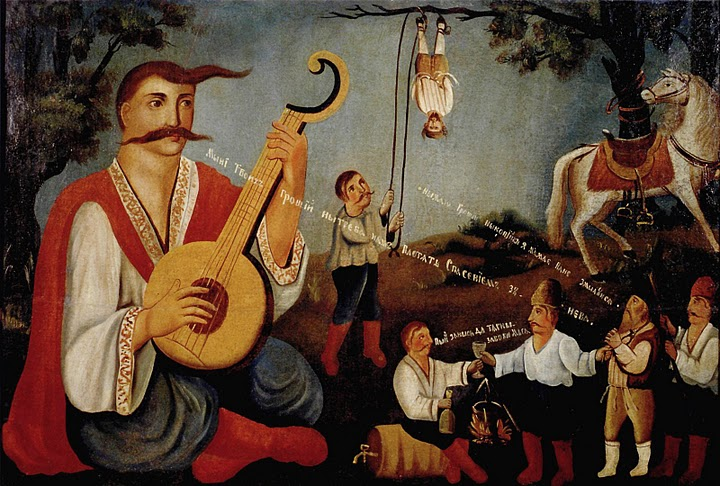
Козак Мамай під час Коліївщини Невідомий художник

### Український живопис ХІХ— початку ХХ ст.

#### Олександр Мурашко

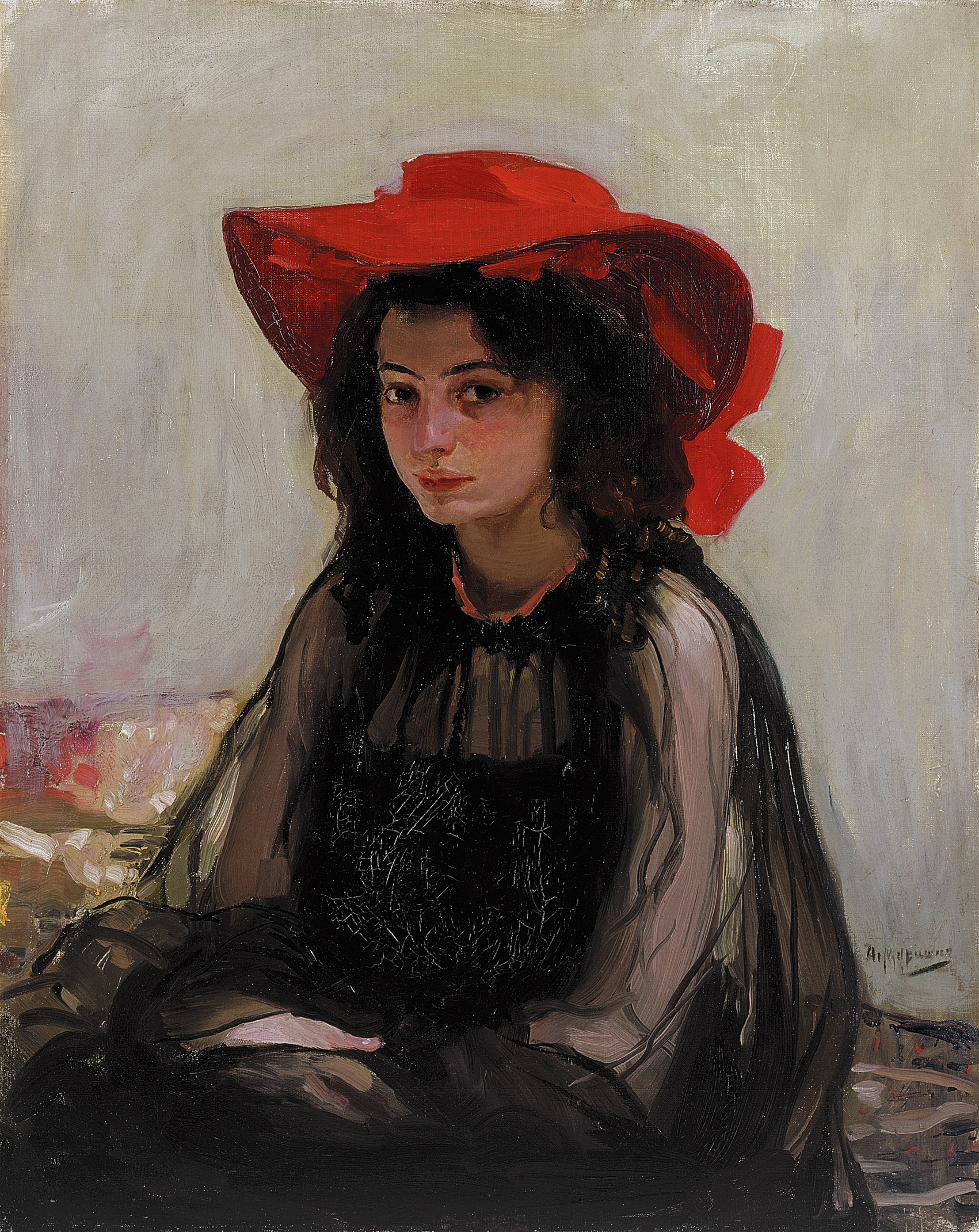
Олександр Мурашко. «Дівчина в червонім капелюшку». 1903
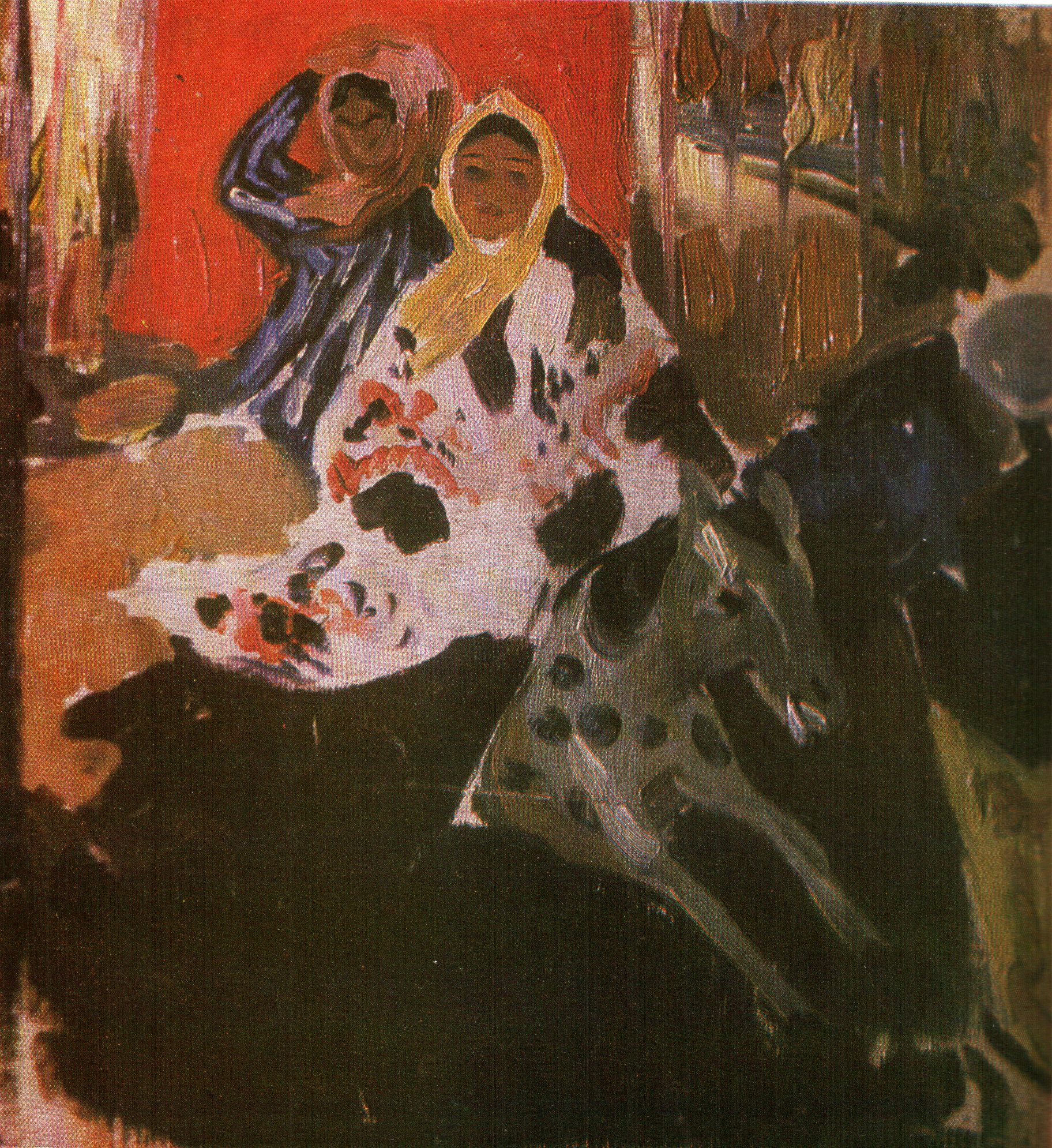
Олександр  Мурашко. Ескіз до картини «Карусель». 1905
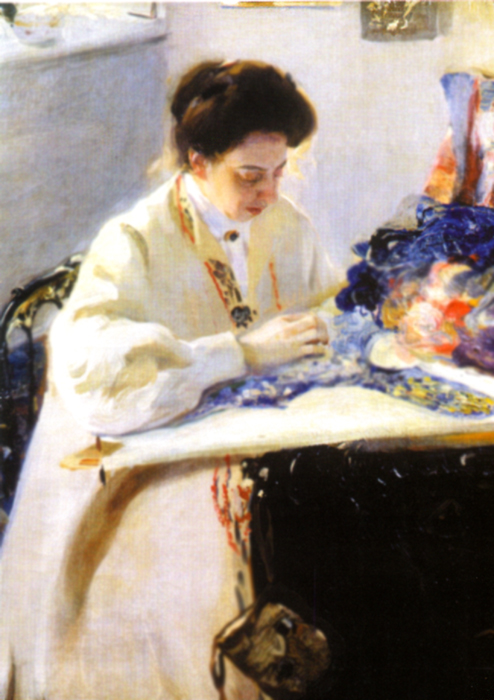
Олександр Мурашко. «Портрет Єлени Прахової». 1905
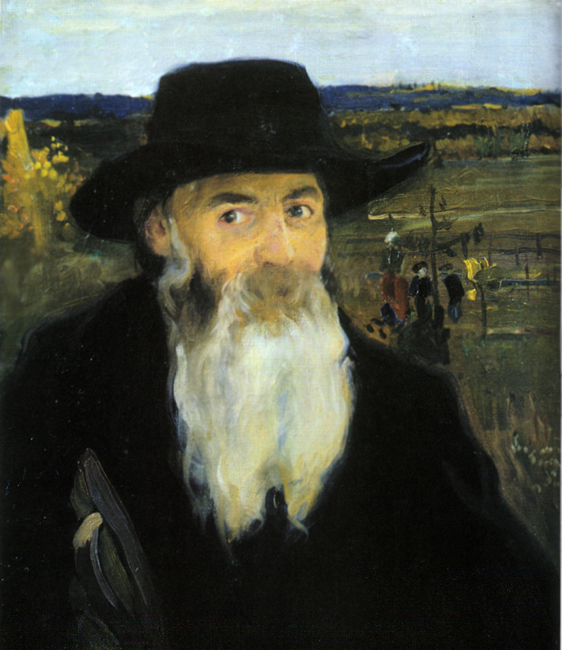
Олександр  Мурашко. «Старий вчитель». «Портрет Миколи Мурашка». 1906
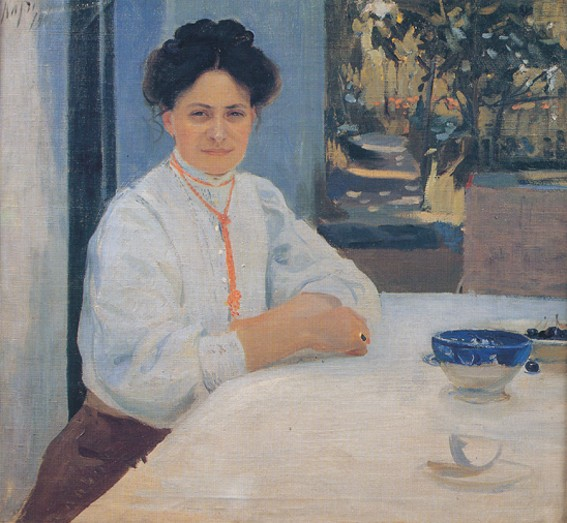
Олександр Мурашко. «Портрет Маргарити Мурашко». 1909
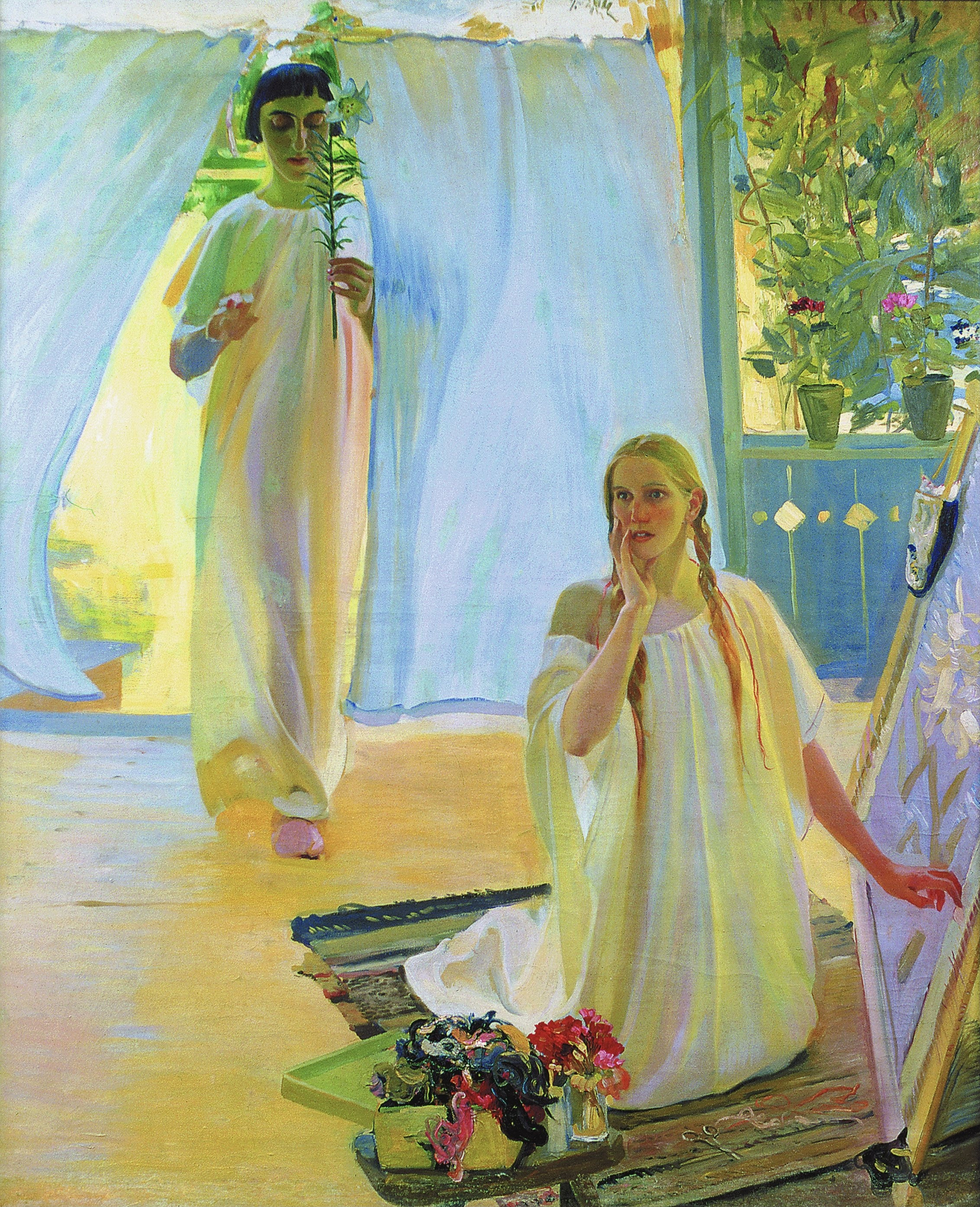
Олександр Мурашко. «Благовіщення». 1909
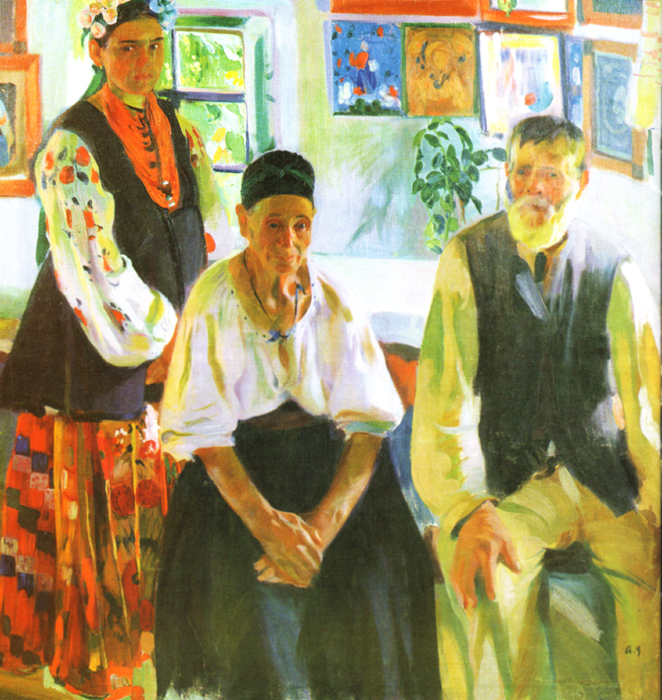
Олександр Мурашко. «Селянська родина». 1914
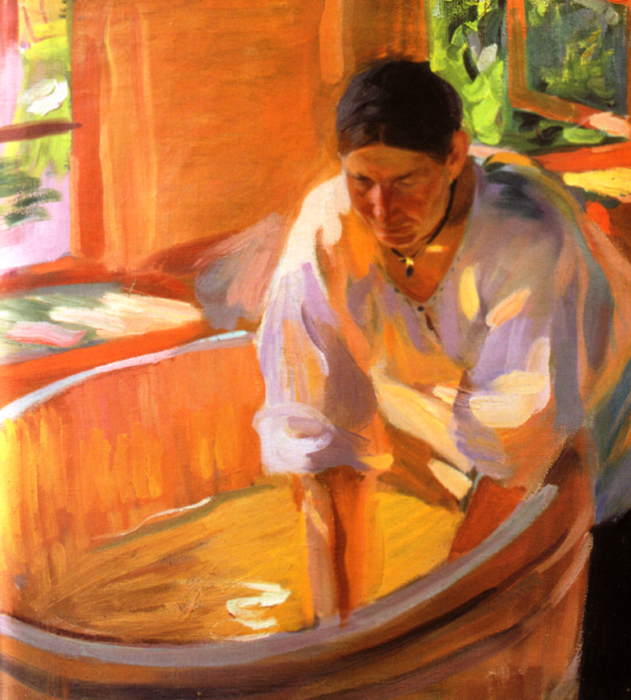
Олександр Мурашко. «Праля». 1914
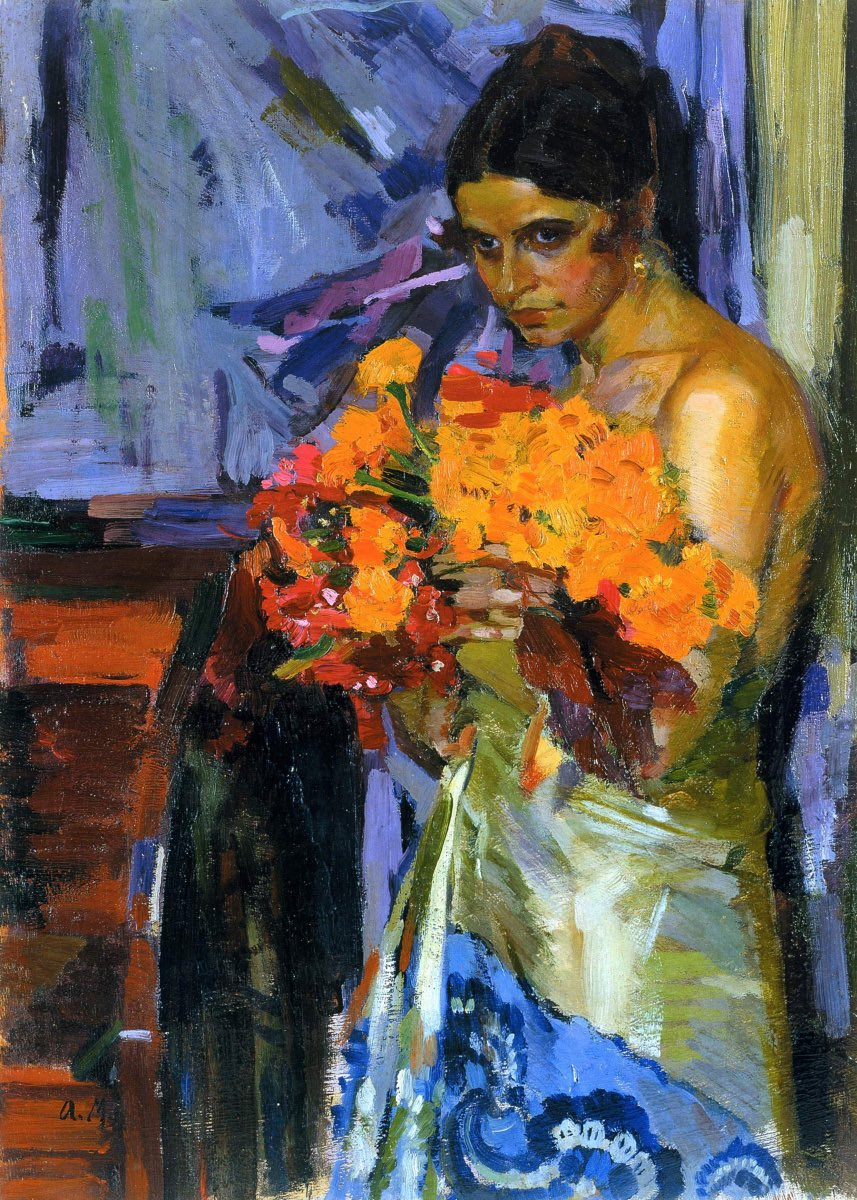
Олександр Мурашко. «Жінка з квітами». 1918
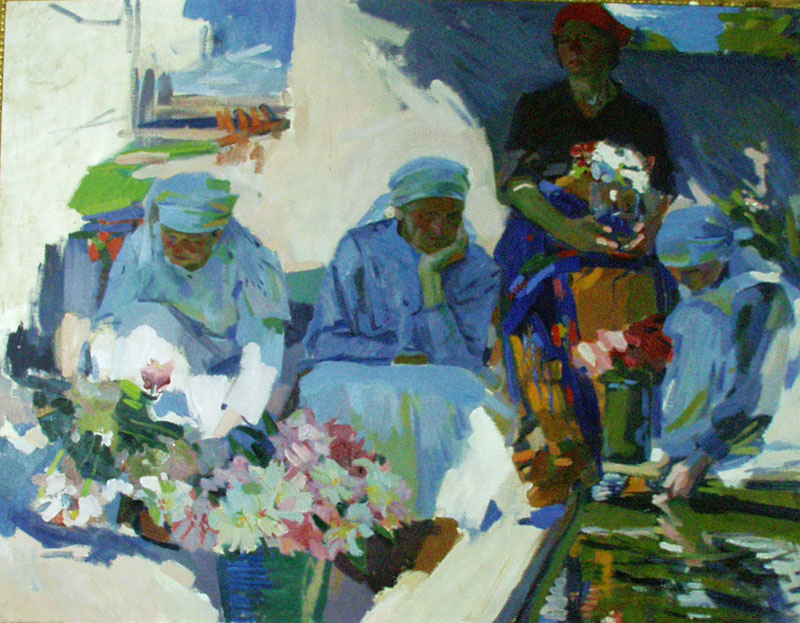
Олександр Мурашко. «Квіткарки». 1918

#### Микола Пимоненко

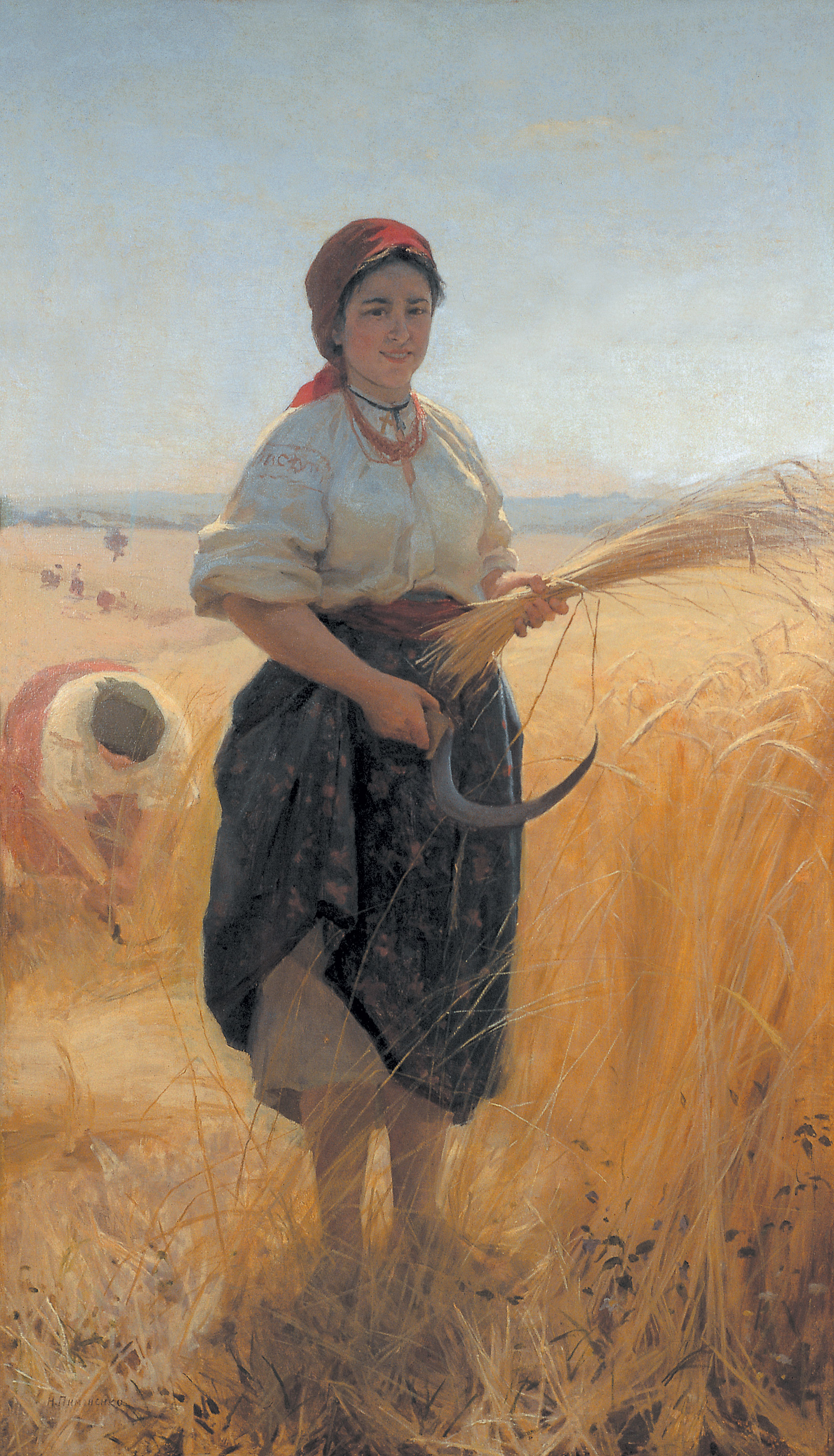
Микола Пимоненко. «Жниця», 1889.
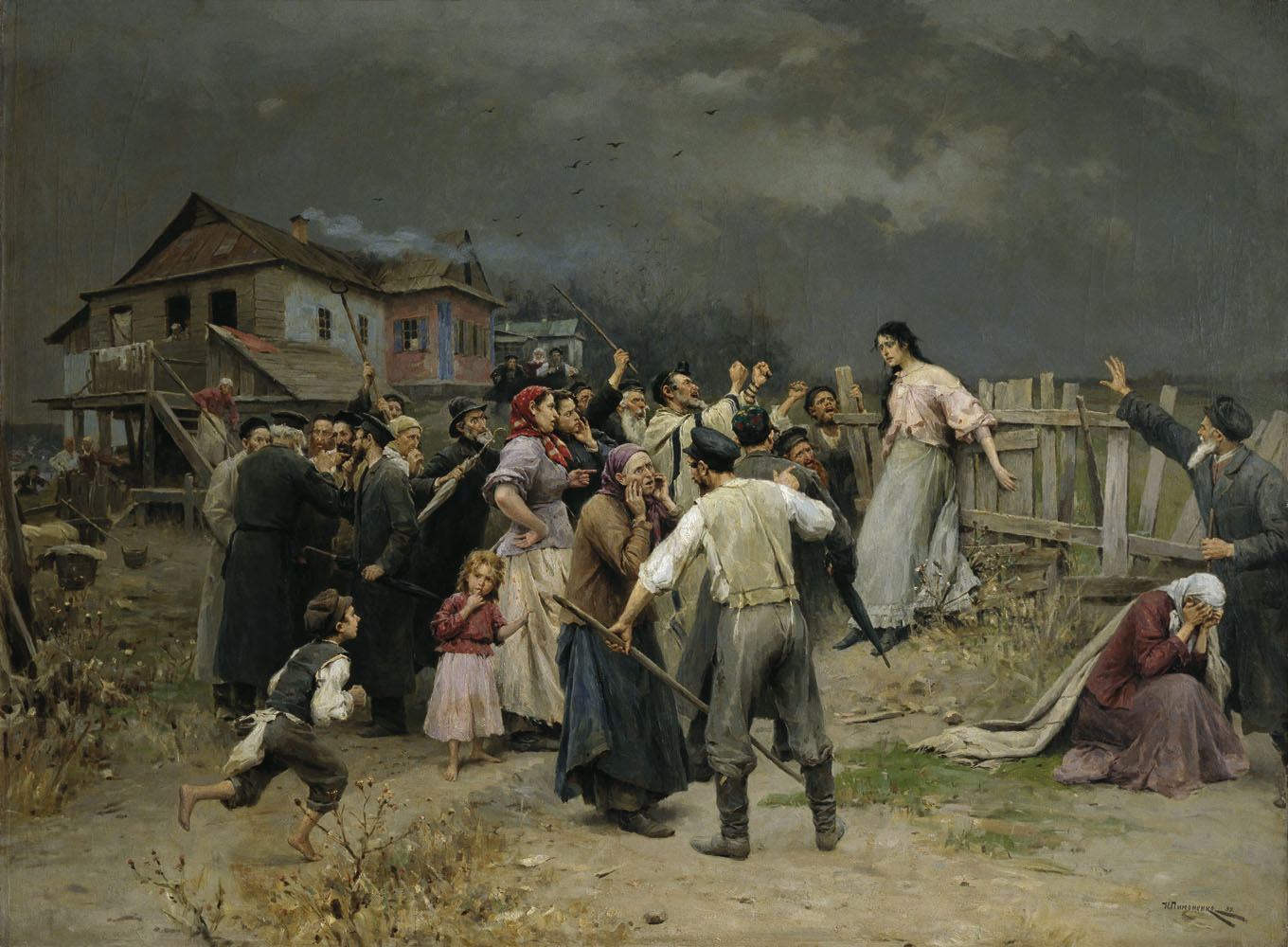
Микола Пимоненко. «Жертва фанатизму». 1899
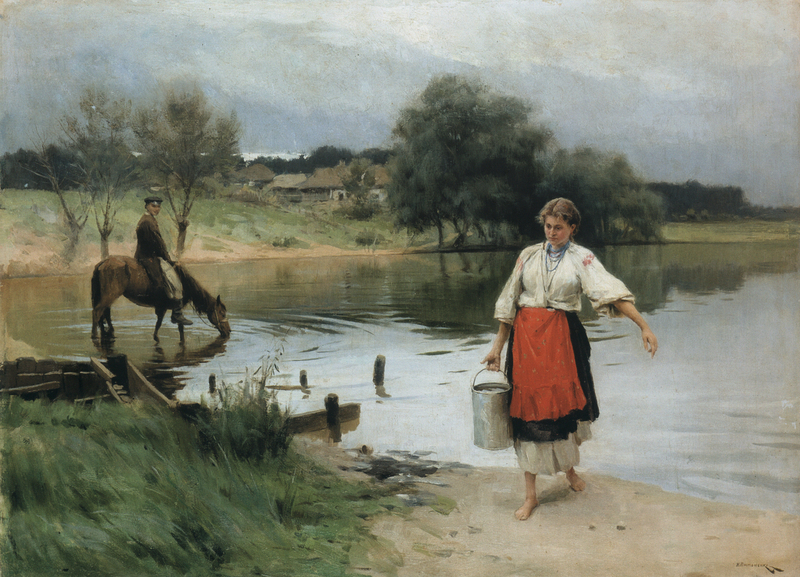
Микола Пимоненко. «По воду». 1893
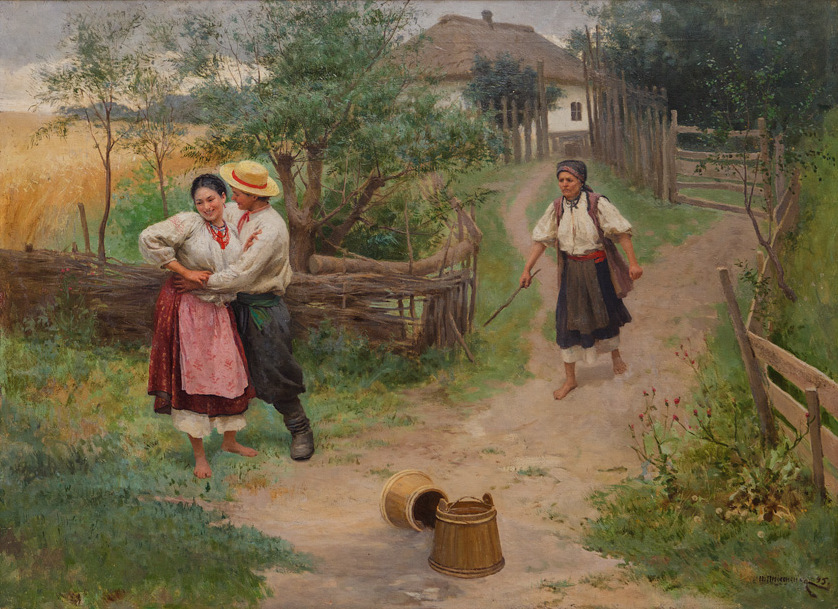
Микола Пимоненко. «Не жартуй». 1895
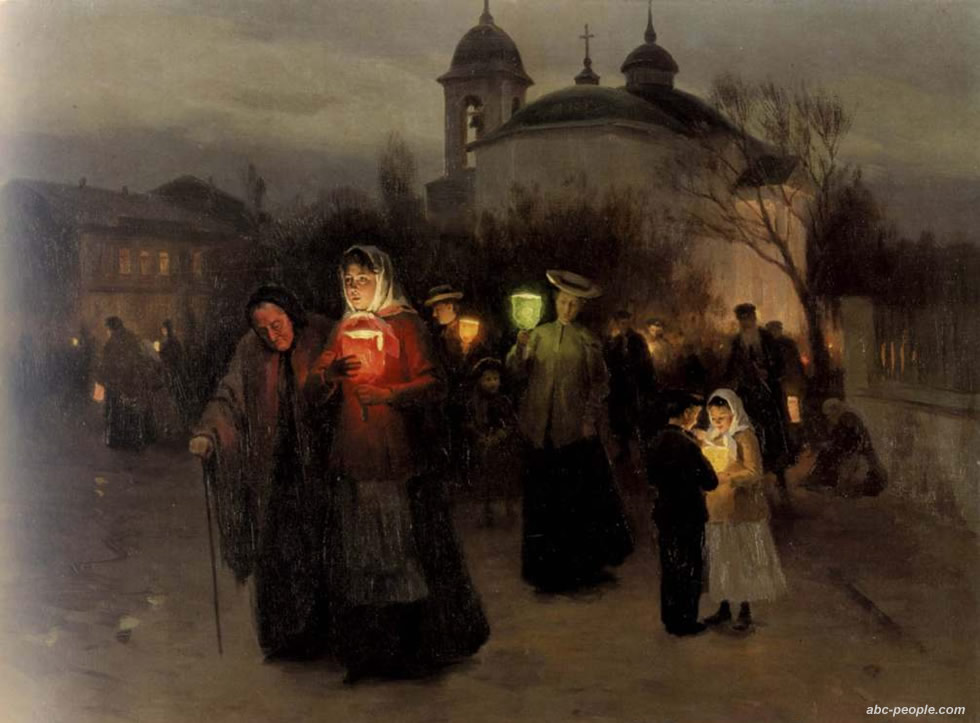
Микола Пимоненко. «Великий четвер». 1900
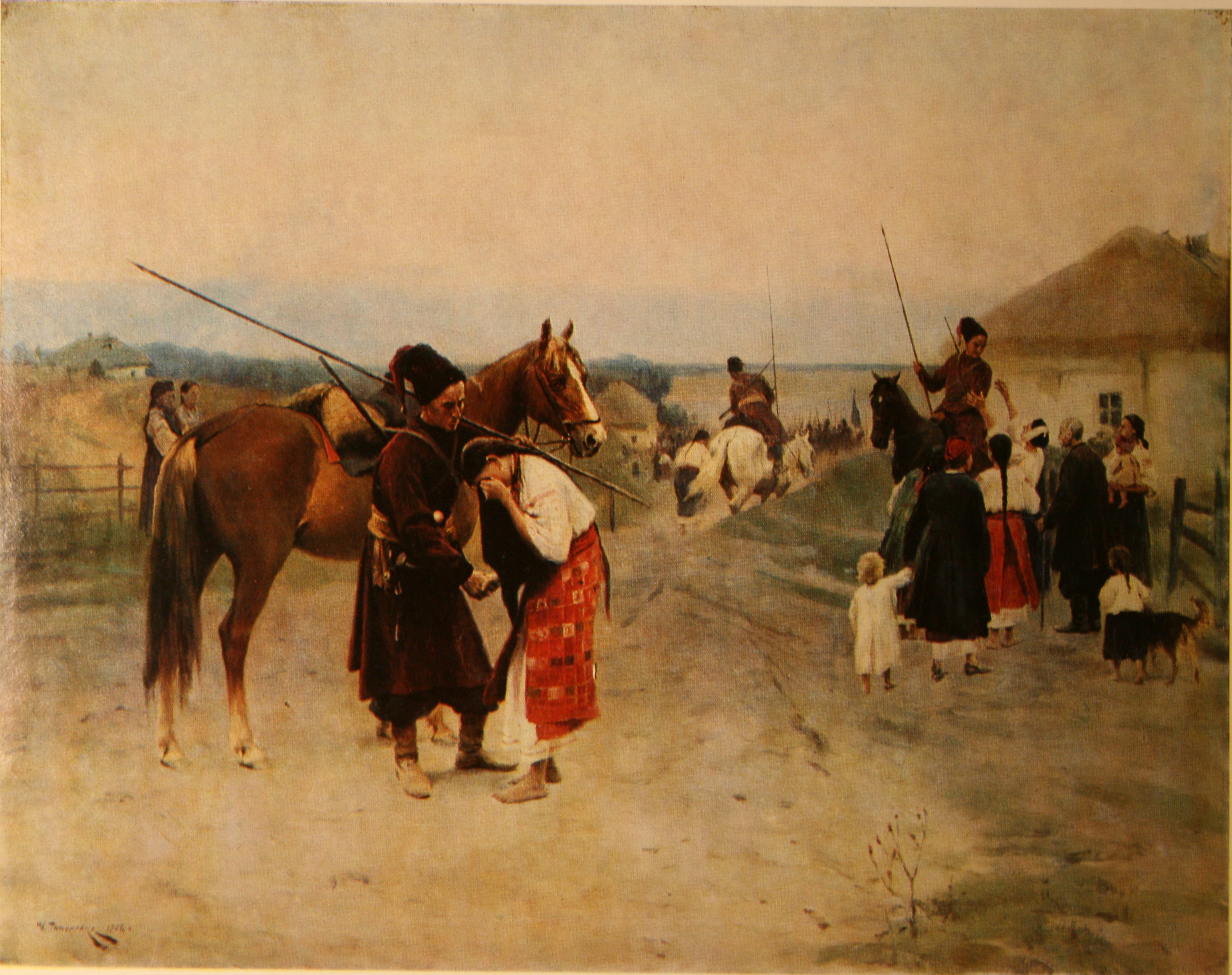
Микола Пимоненко. «У похід». 1902
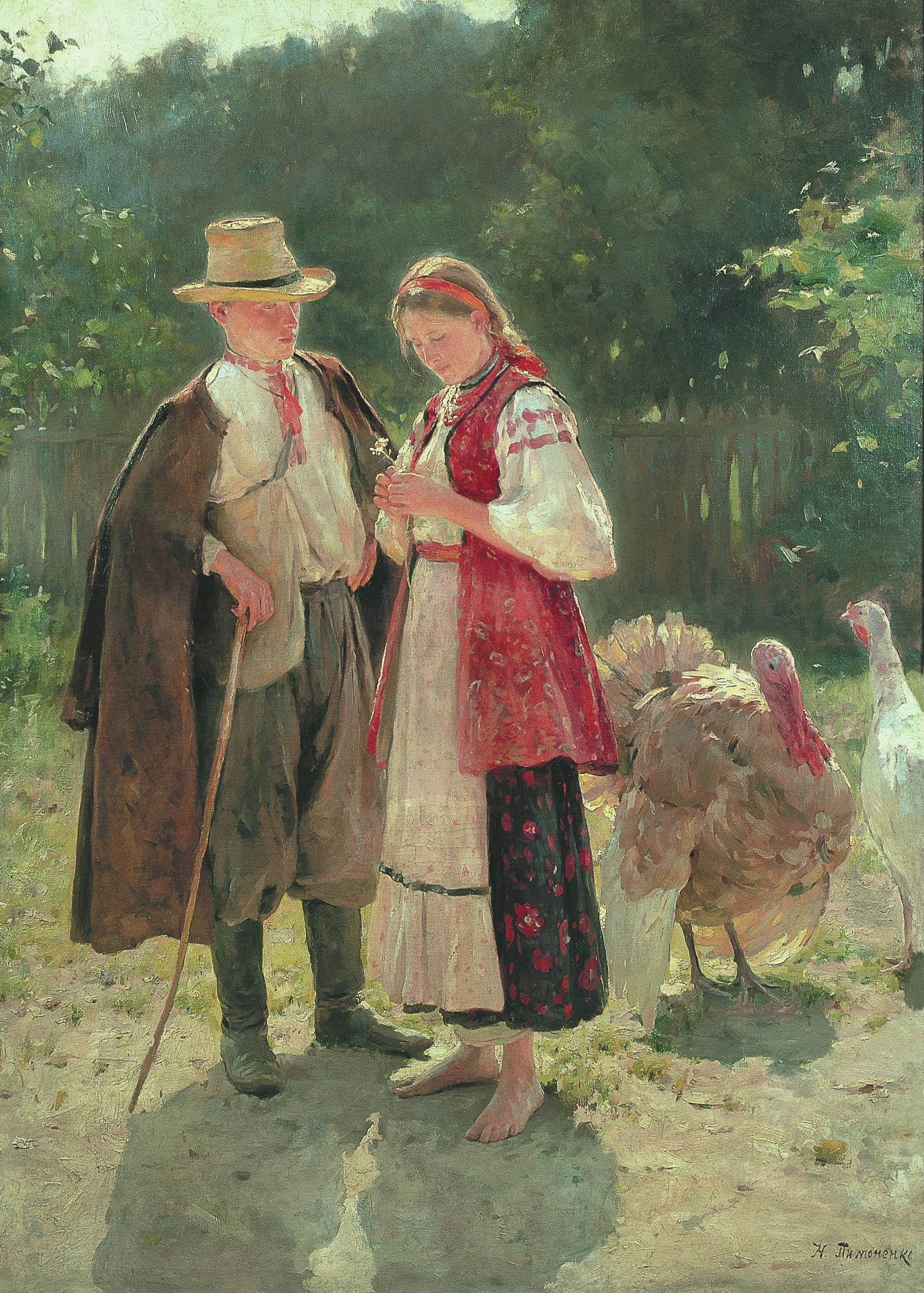
Микола Пимоненко. «Ідилія». 1908
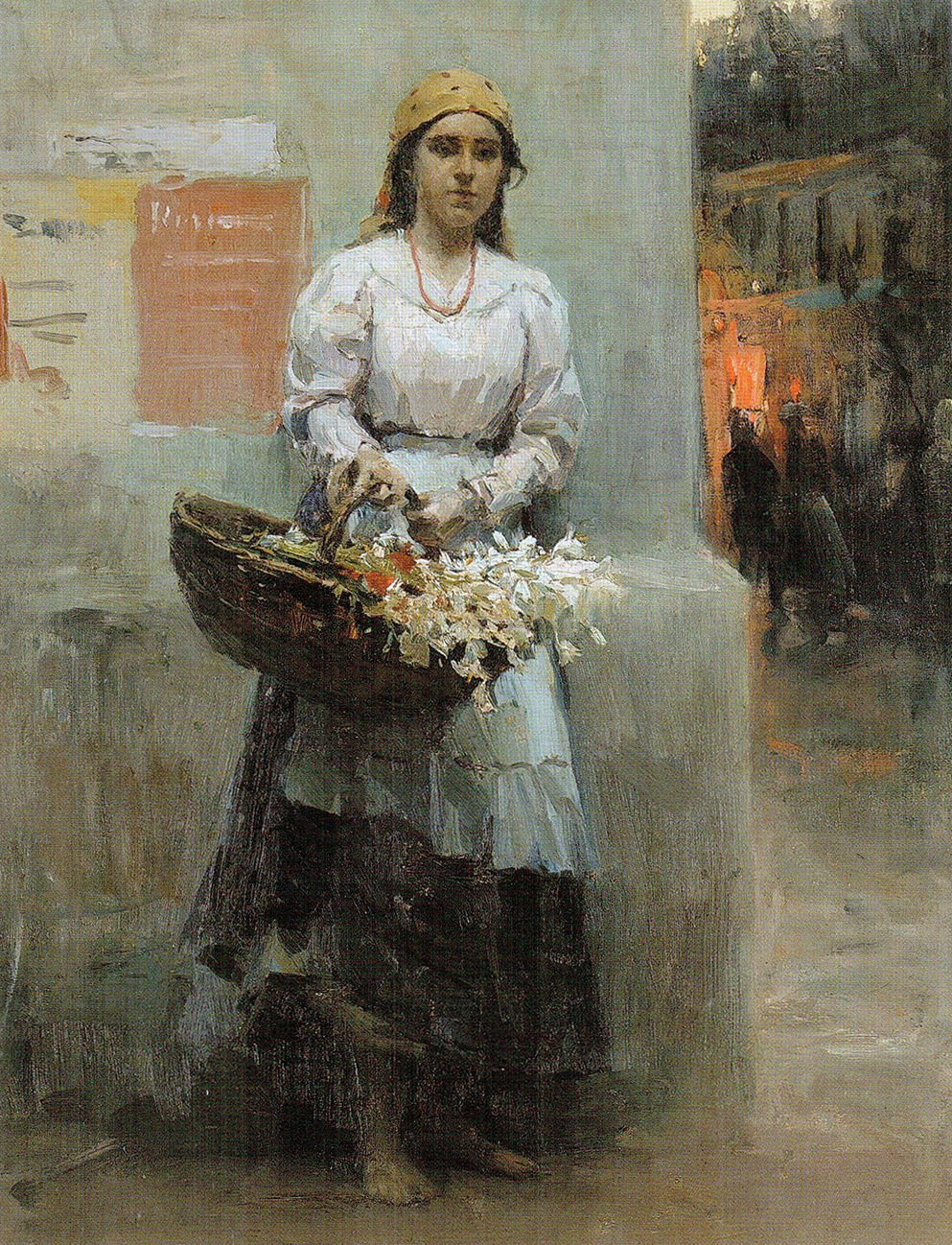
Микола Пимоненко. «Київська квіткарка». 1908
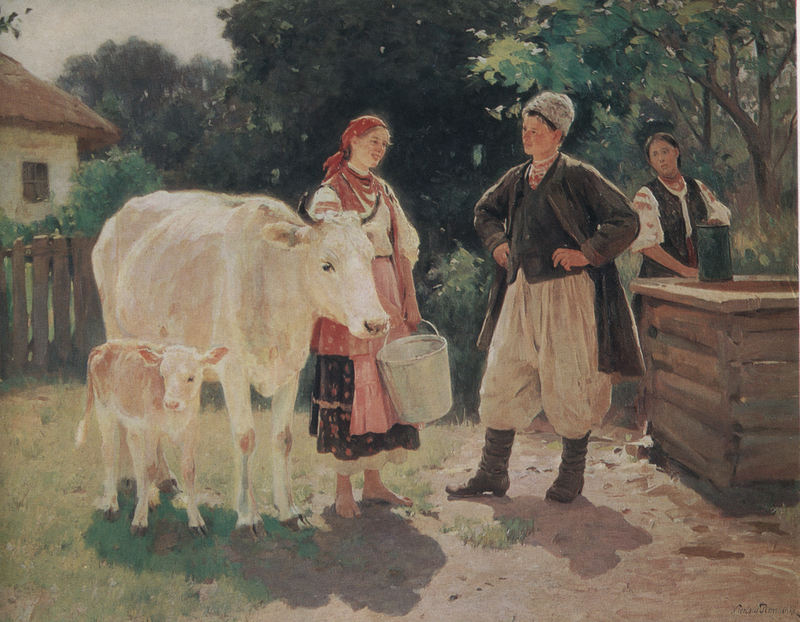
Микола Пимоненко. «Суперниці. Біля криниці». 1909

#### Федір Кричевський

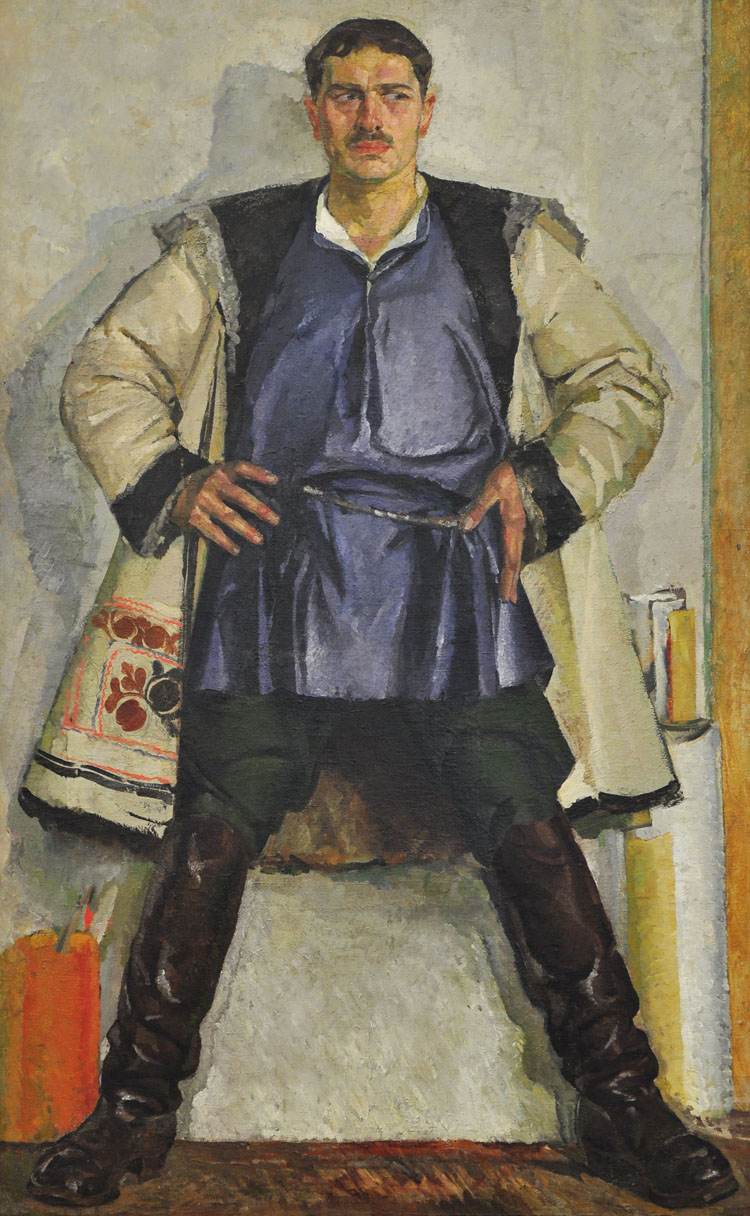
Федір Кричевський. «Автопортрет у білому кожусі». 1913
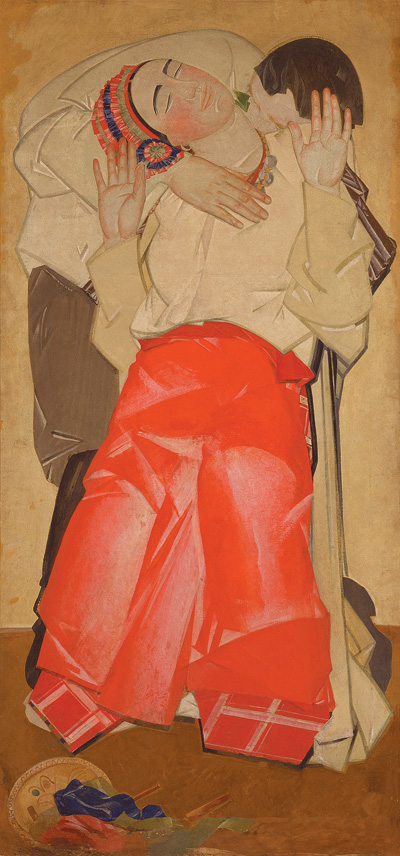
Федір Кричевський. Триптих «Життя». «Любов». 1927
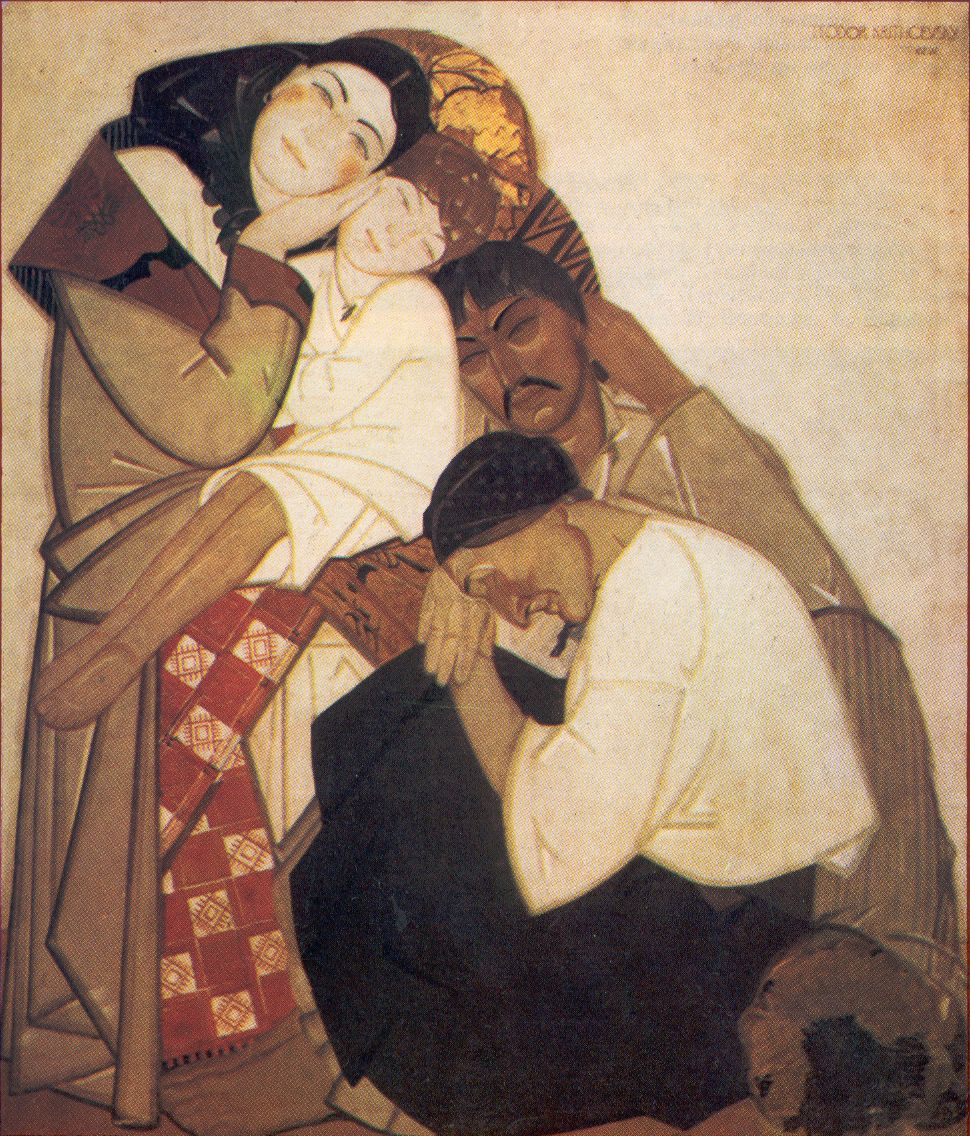
Федір Кричевський. Триптих «Життя». «Родина». 1927
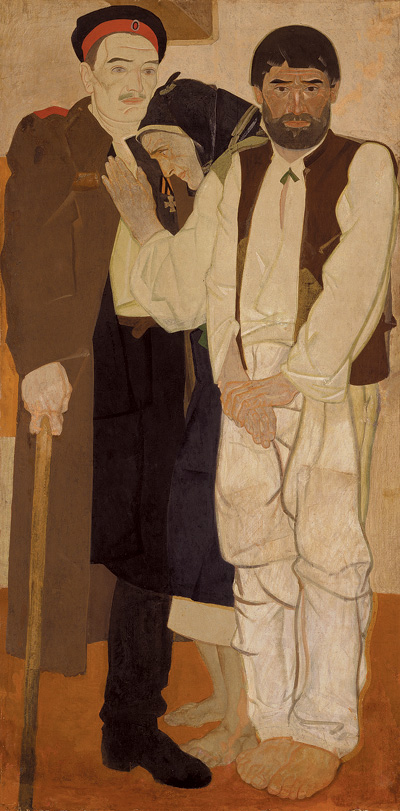
Федір Кричевський. Триптих «Життя». «Повернення». 1927
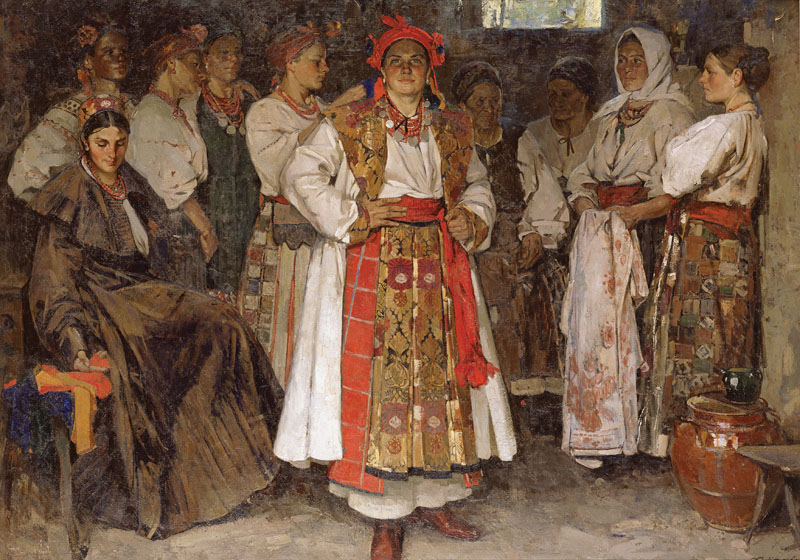
Федір Кричевський. «Наречена». 1910
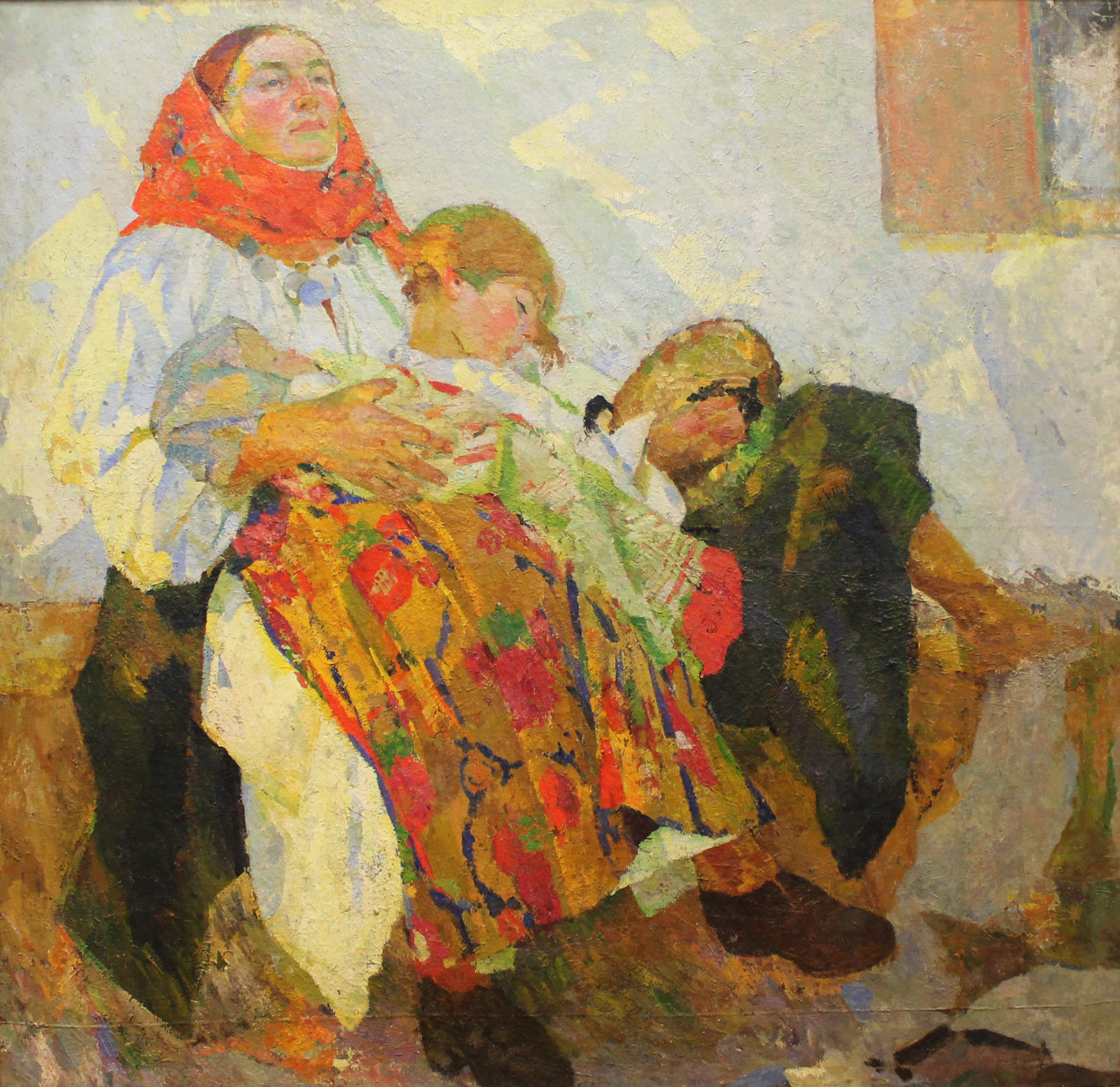
Федір Кричевський. «Мати». 1929

#### Всеволод Максимович

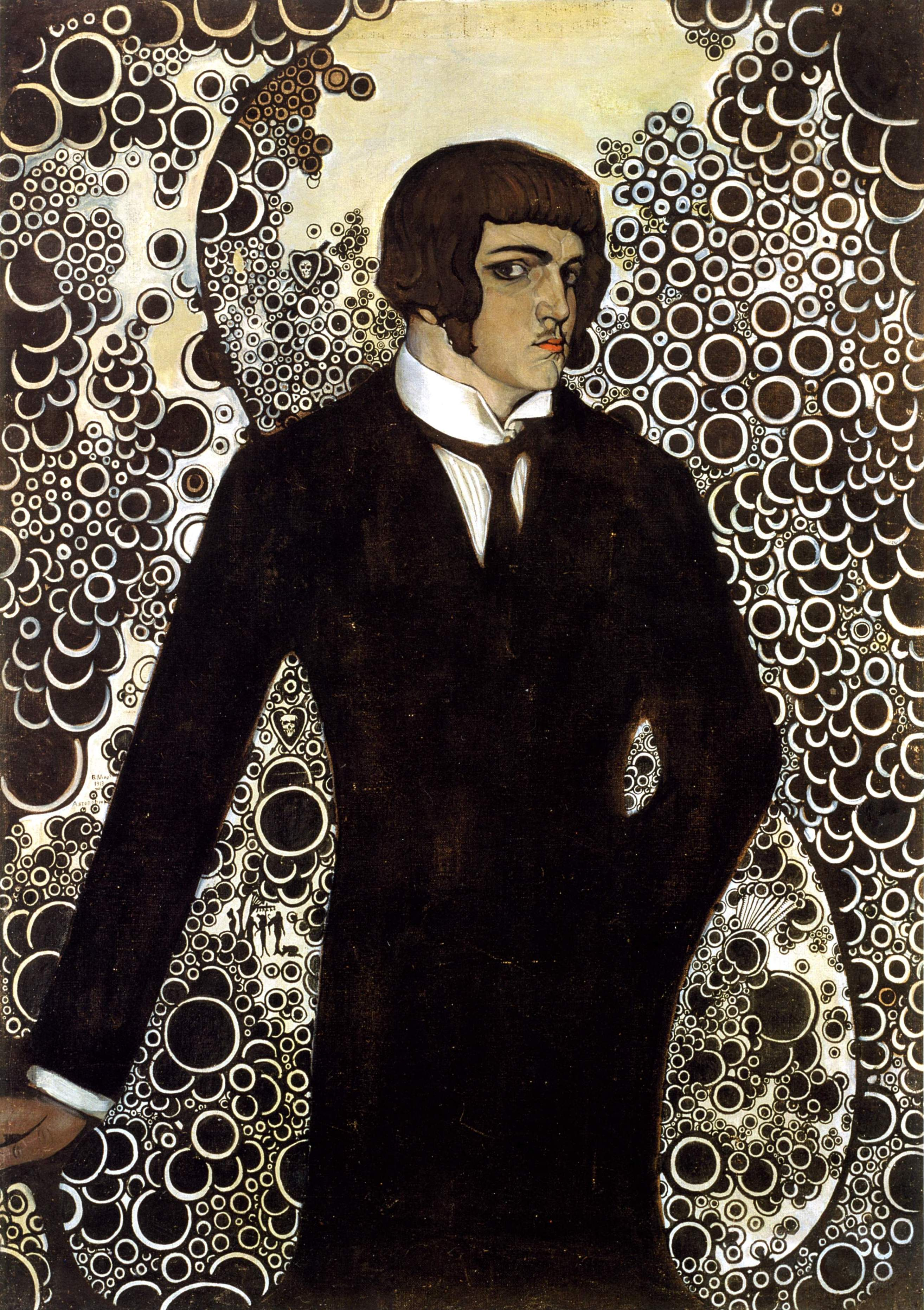
Всеволод Максимович. «Автопортрет». 1913
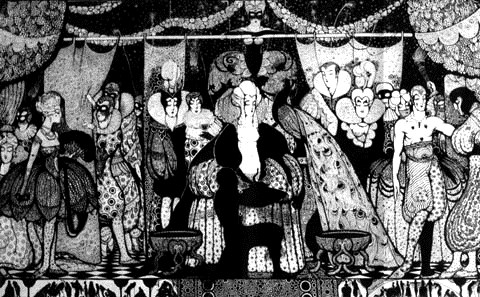
Всеволод Максимович. «Карнавал». 1913
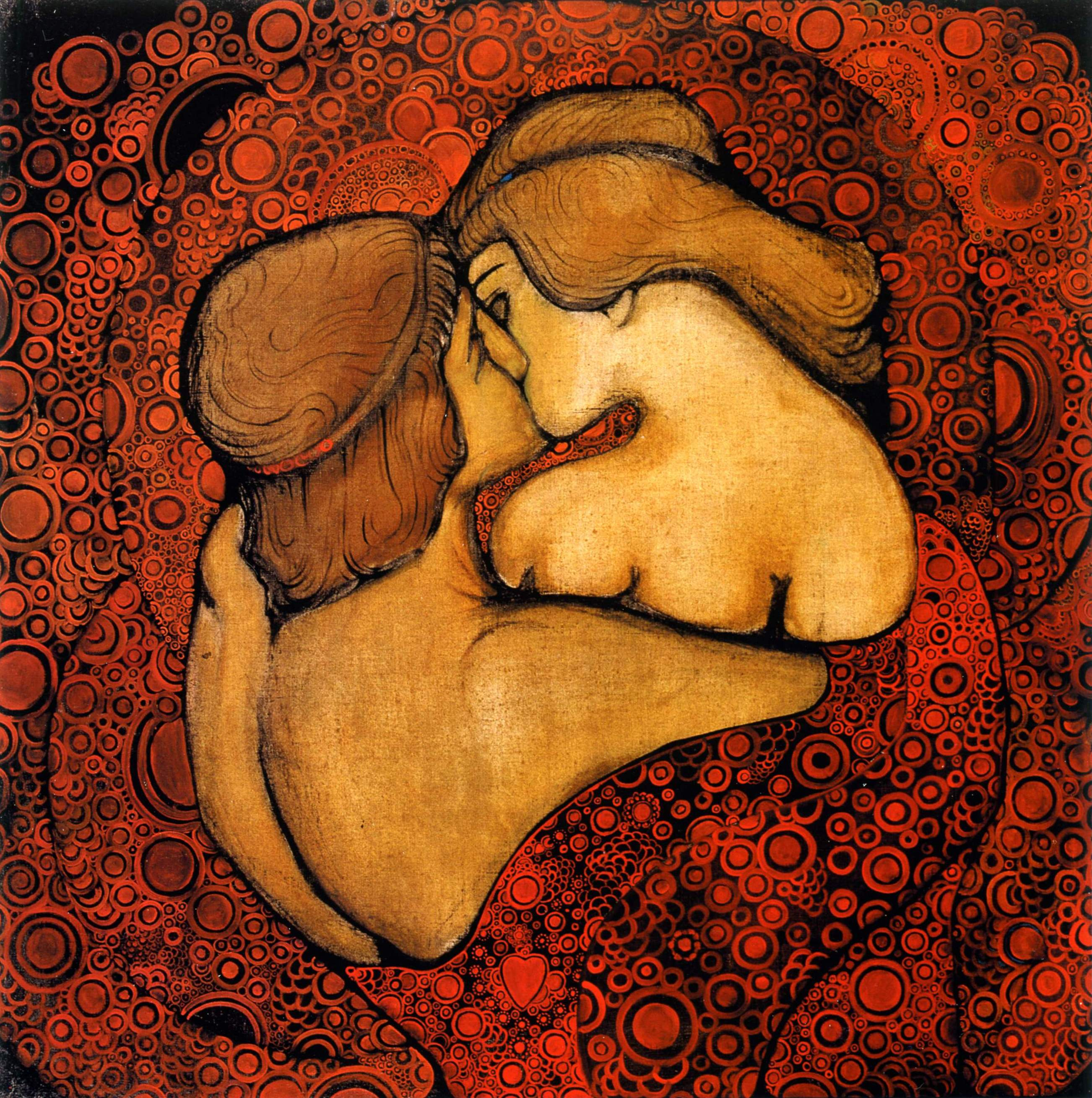
Всеволод Максимович. «Поцілунок». 1913

#### Інші

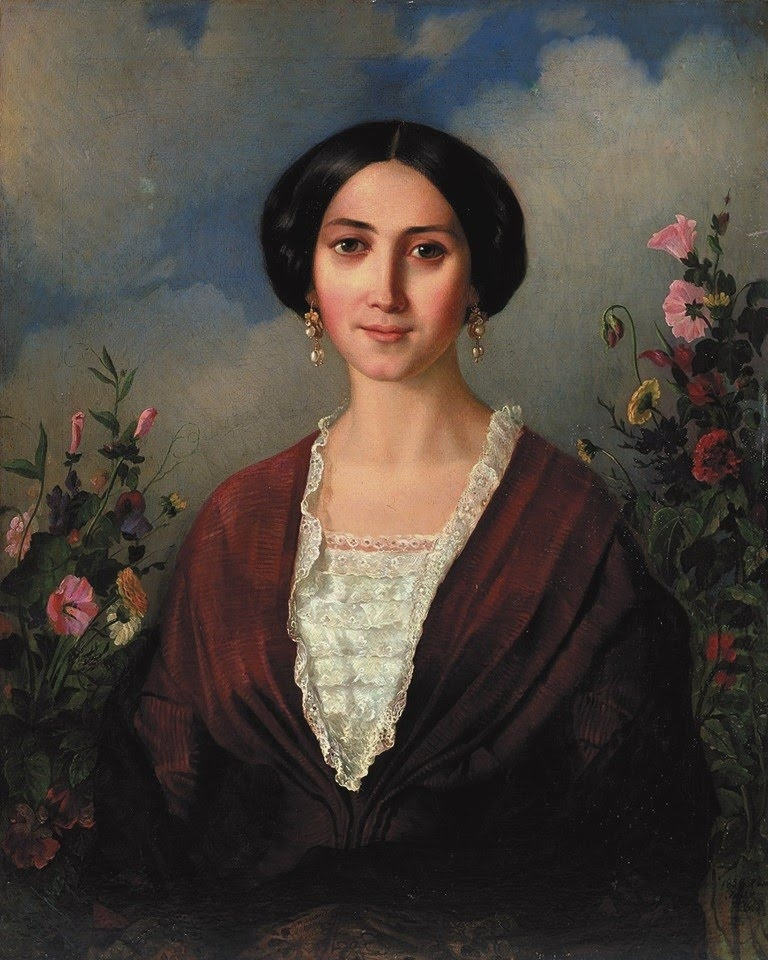
Аполлон Мокрицький. «Портрет дружини». 1853
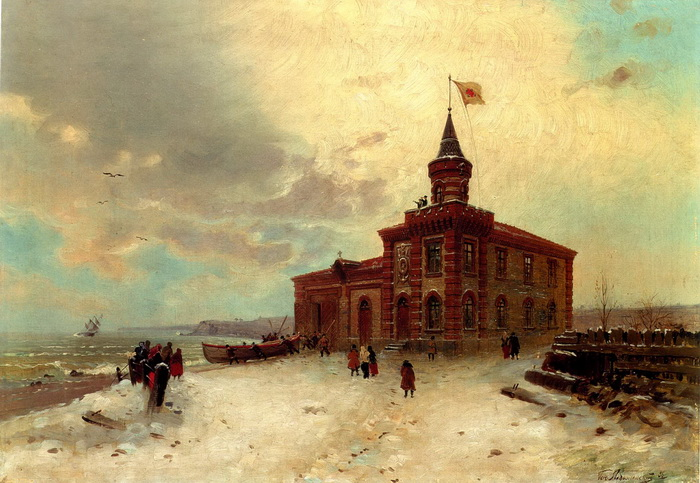
Геннадій Ладиженський. «Рятувальна станція в Одесі». 1886
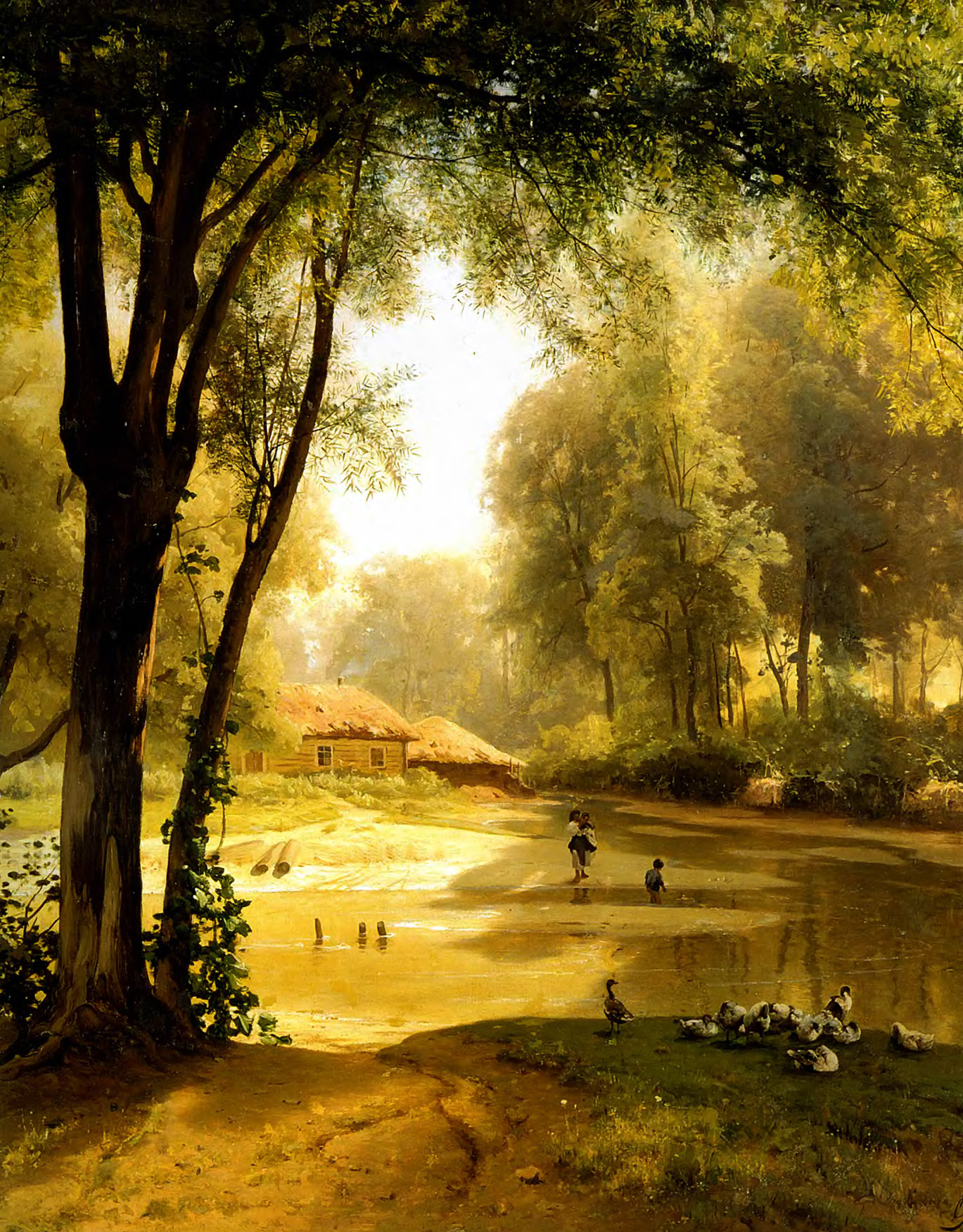
Володимир Орловський. «Затишшя». 1890
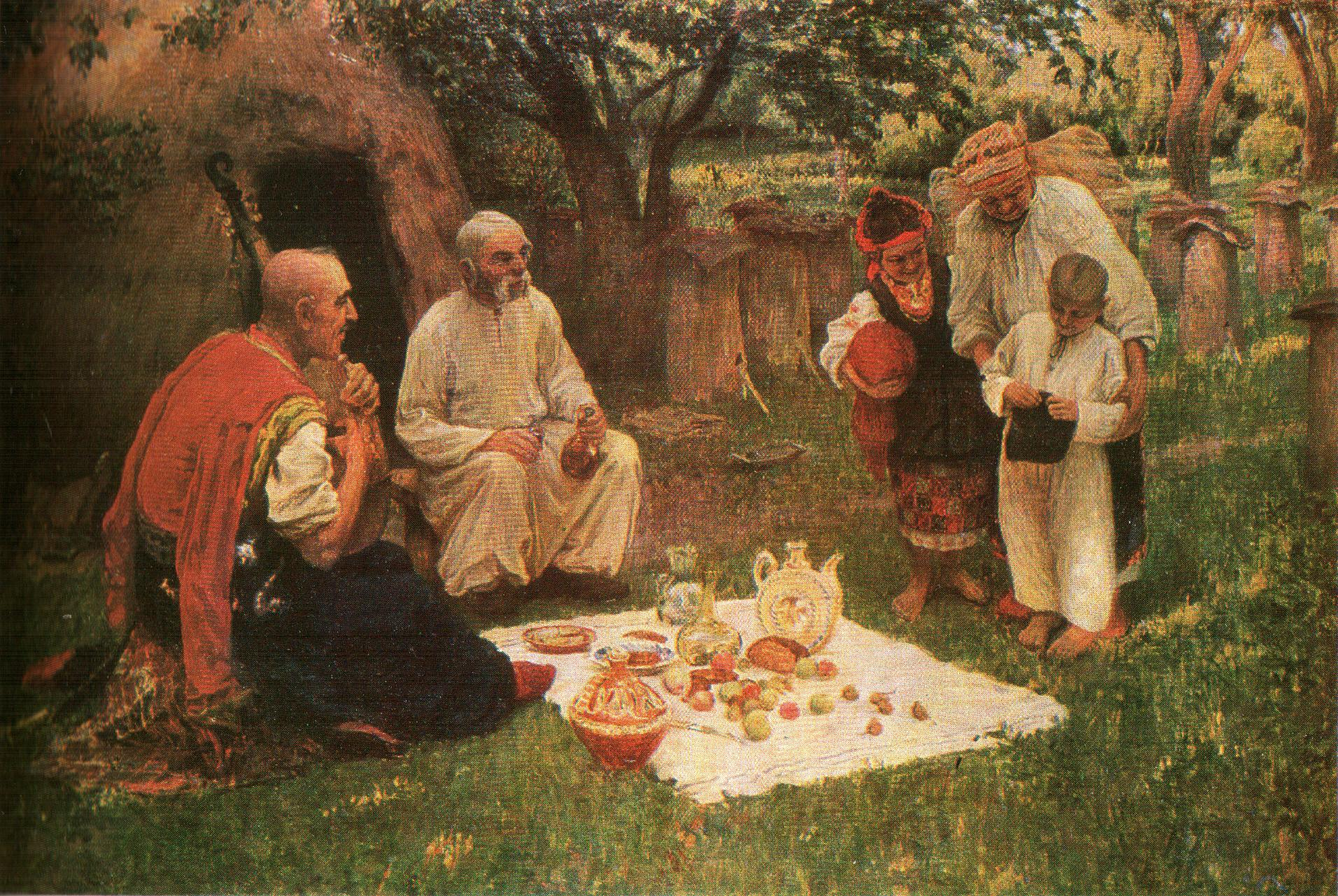
Фотій Красицький. «Гість із Запоріжжя». 1916
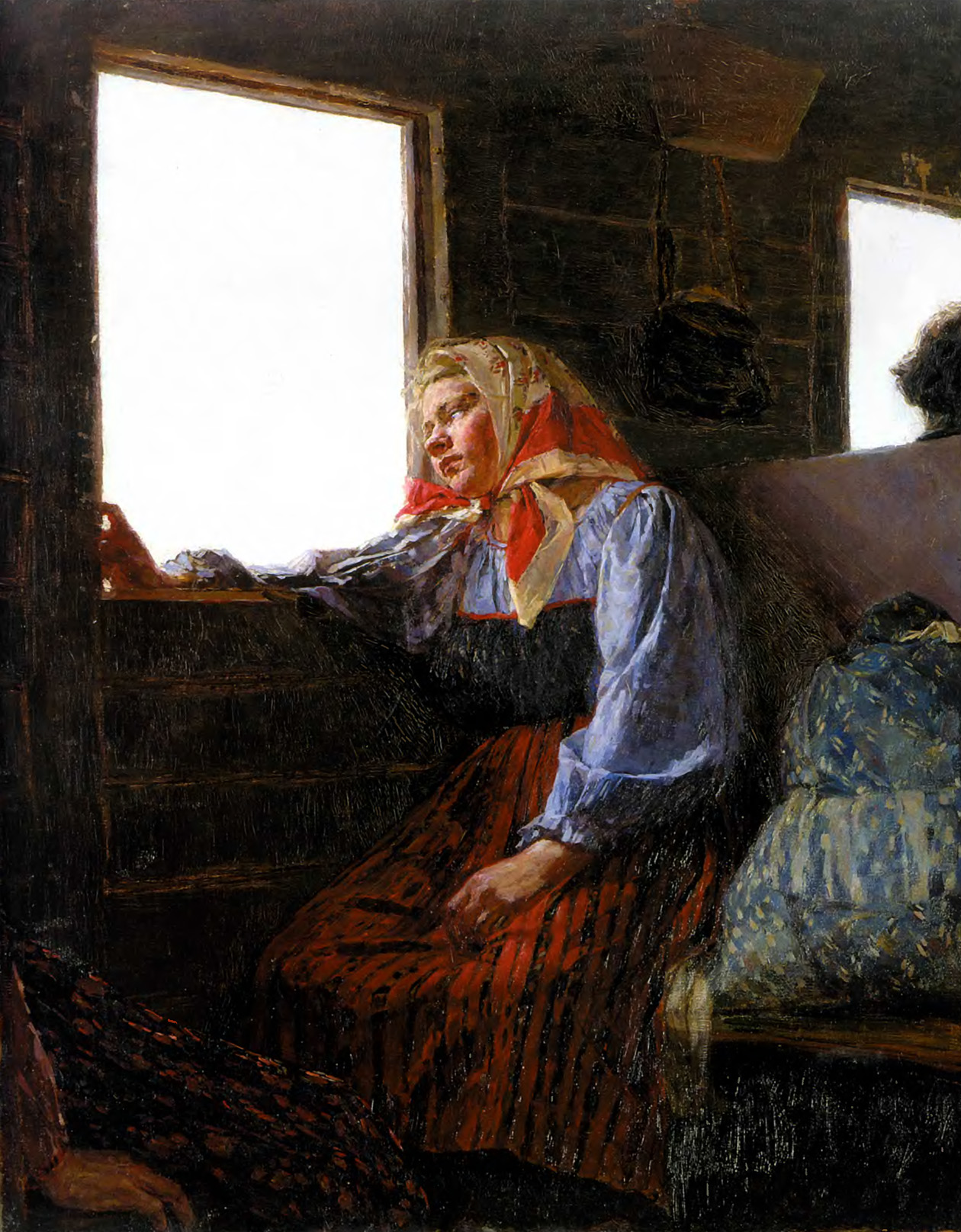
Кіріак Костанді. «В люди». 1885
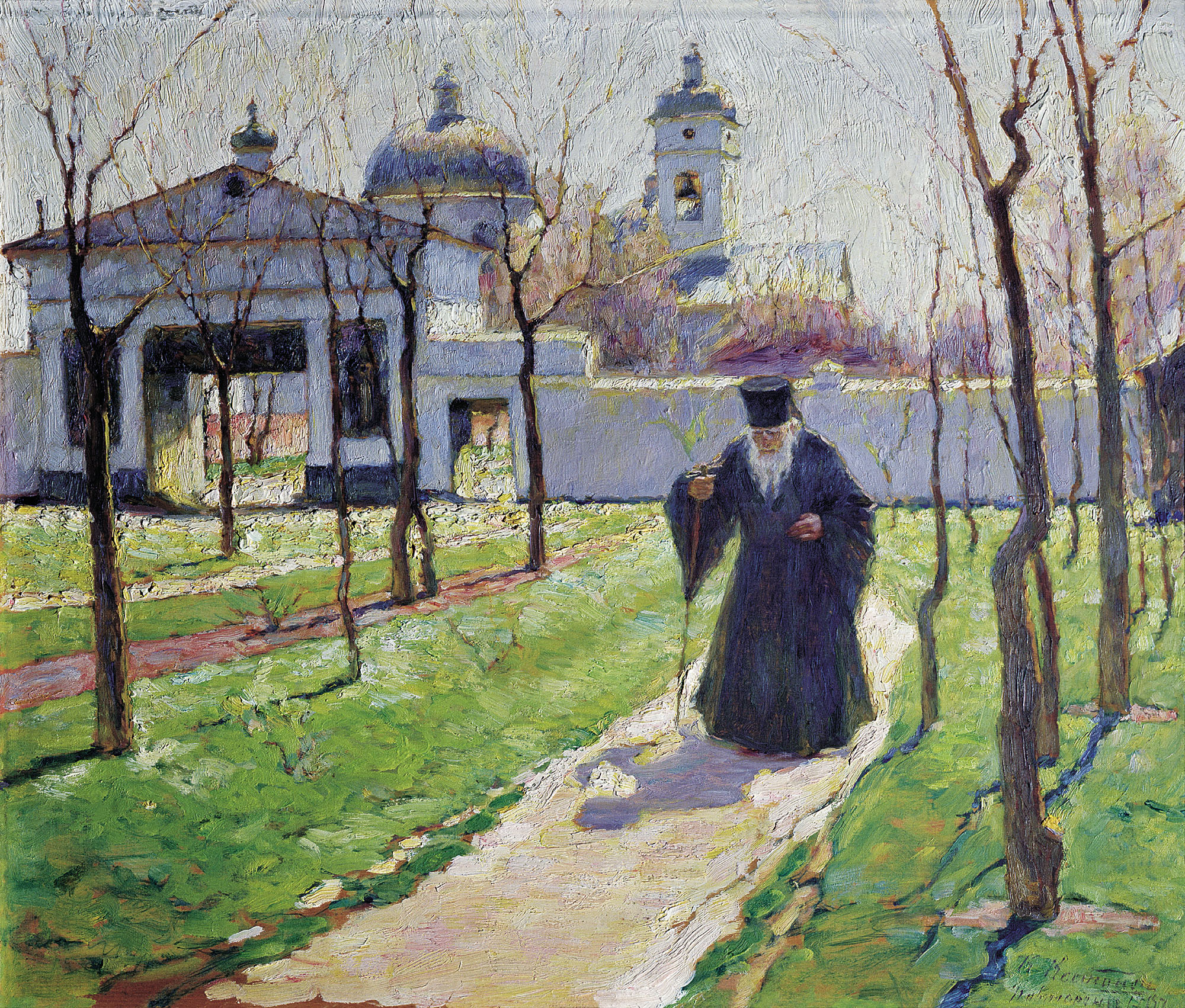
Кіріак Костанді. «Рання весна». 1892
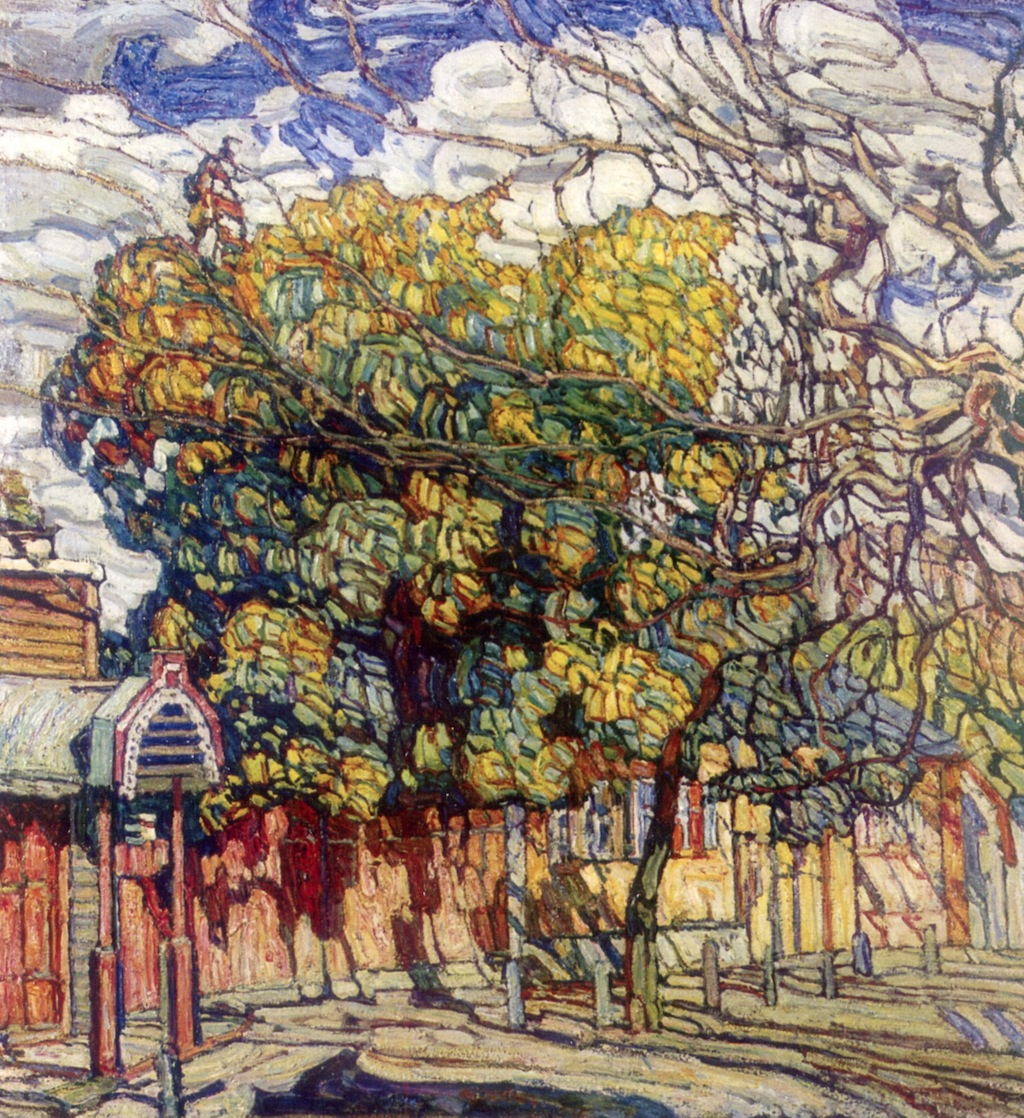
Абрам Маневич. «Міський пейзаж. Осінь». 1914
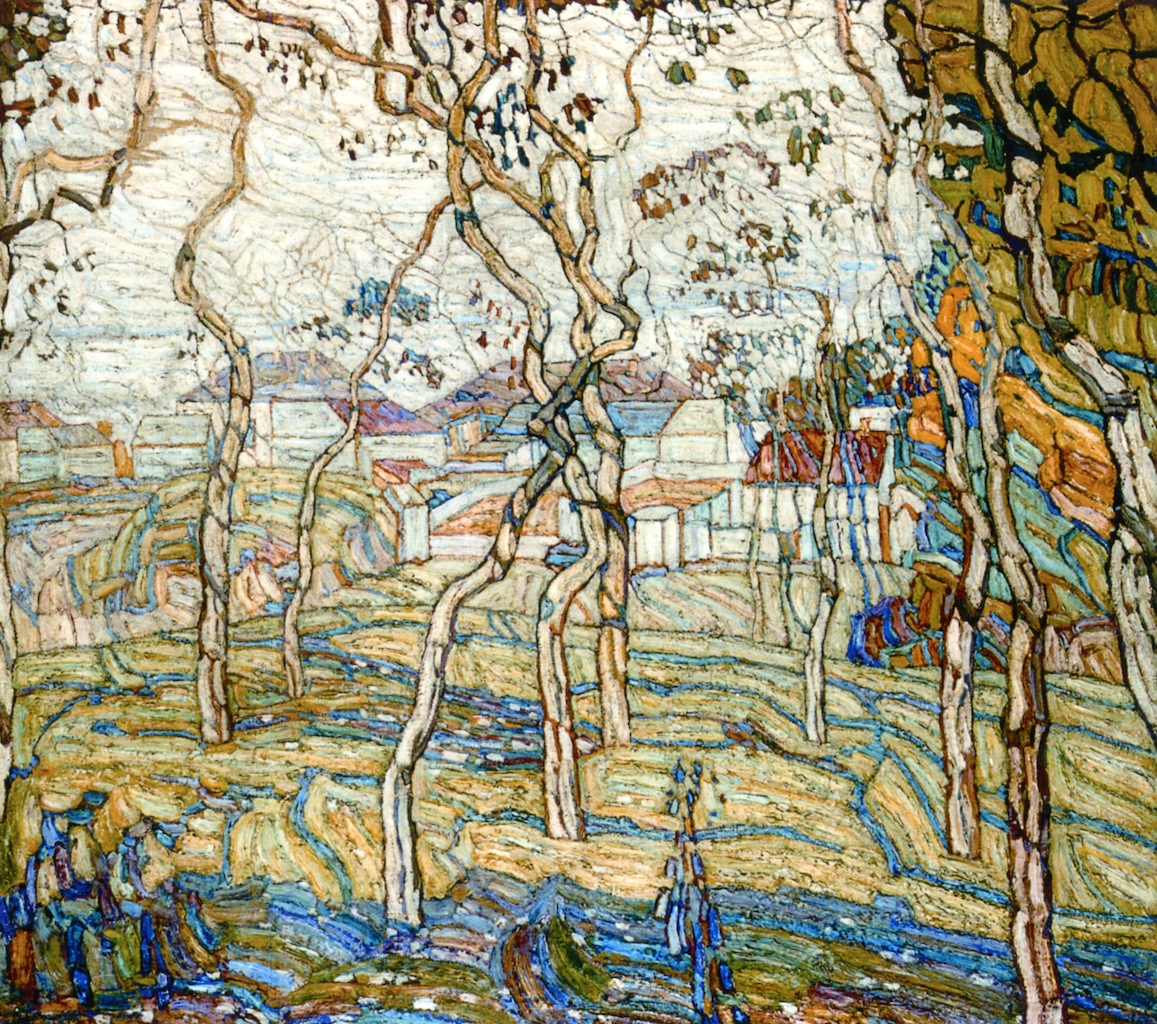
Абрам Маневич. «Весна на Куренівці». між 1914 та 1915
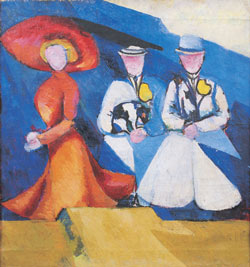
Олександра Екстер. «Три жіночі постаті». 1910
Хмелько Михайло Іванович. Навіки з Москвою, навіки з російським народом

## Видання музею
2003
- «Національний художній музей України» (видавництво «Артанія Нова»).

2004
- «Український живопис XIX — початку XX століття»
- «Український іконопис XII — початку XIX століття»
- «Сергій Васильківський»
- часопис «Музейний провулок»

2005
- монографічний альбом «Олександр Мурашко»

2006
- «Український живопис XX — початку XXI століття»
- «Український портрет XVII—XVIII»
- монографії «М. Пимоненко. В. Орловський»
- «С. Світославський»
- «Український модернізм»

## Ключові особи
- Дерегус Михайло Гордійович — художник і багаторічний директор музею.
- Романишин Михайло Миколайович — Народний художник України, генеральний директор (з 1987 по 1999).
- Мельник Анатолій Іванович — генеральний директор (з 2000 по 2012).
- Задорожна Марія Миколаївна — генеральний директор музею (до 2016)
- Литвинець Юлія Олександрівна — генеральний директор музею (з 2016).